# انقلاب مه
انقلاب مه (به اسپانیایی: Revolución de Mayo‎) مجموعه‌ای از رویدادها بود که در ۱۸ تا ۲۵ ماه مه سال ۱۸۱۰، در بوینس آیرس، مرکز نایب‌الملک ریو د لا پلاتا، رخ داد. این مستعمرهٔ اسپانیا تقریباً سرزمین‌های آرژانتین، بولیوی، پاراگوئه، اروگوئه و مناطقی از برزیل امروزی را شامل می‌شد. انقلاب مه موجب برکناری نایب‌الملک بالتازار هیدالگو د سیسنروس و ایجاد یک دولت محلی به نام پریمرا خونتا (به معنی اولین حکومت نظامی)، در ۲۵ ماه مه شد. خونتا در نهایت به کشور آرژانتین تبدیل شد. این اولین انقلاب موفقیت‌آمیز در روند استقلال آمریکای جنوبی بود.
انقلاب مه واکنش مستقیمی به جنگ شبه‌جزیره در اسپانیا بود. در سال ۱۸۰۸، شاه فردیناند هفتم اسپانیا به نفع ناپلئون بناپارت استعفا داد و تاج و تخت به برادر ناپلئون، ژوزف بناپارت، اعطا شد. یک خونتای عالی مرکزی مقاومت در برابر دولت ژوزف و اشغال اسپانیا توسط فرانسه شکل گرفت اما سرانجام متحمل مجموعه شکست‌هایی شد که منجر به از دست رفتن نیمهٔ شمالی کشور اسپانیا شد. در یکم فوریهٔ ۱۸۱۰، سربازان فرانسوی سویا را تصرف کردند و بیشتر قسمت‌های اندلس را تحت کنترل خود درآوردند. خونتای عالی به سوی کادیس عقب‌نشینی کرد و خود را منحل کرد و شورای نیابت اسپانیا و هند شرقی جایگزین آن شد. خبر این وقایع در ۱۸ ماه مه، توسط کشتی‌های انگلیسی به بوئنوس آیرس رسید.
نایب‌الملک سیسنروس سعی به حفظ وضع سیاسی موجود کرد اما یک گروه از وکلا و مقامات نظامی کریولو (اسپانیایی‌تباران بومی قاره آمریکا) اقدام به سازمان‌دهی اجلاس کابیلدوی علنی (جلسهٔ ویژهٔ افراد برجستهٔ شهر) کردند تا در ۲۲ مه در مورد آیندهٔ نایب‌الملک تصمیم‌گیری کنند. نمایندگان به رسمیت شناختن شورای عالی نیابت در اسپانیا را رد کردند و نهاد خونتا را جانشین سیسنروس کردند؛ چون کسی که سیسنروس را منصوب کرده بود، دیگر مشروعیت نداشت. برای حفظ احساس تداوم، سیسنروس در ابتدا به عنوان ریاست خونتا منصوب شد. با این حال، این تصمیم باعث ناآرامی‌های زیادی در میان مردم شد؛ بنابراین، سیسنروس تحت فشارها، در ۲۲ ماه مه استعفا داد. دولت تازه تأسیس، پریمرا خونتا، فقط نمایندگانی از بوینس آیرس را شامل می‌شد و از دیگر شهرهای نایب‌الملک دعوت کرد که نمایندگانی برای پیوستن به مجلس بفرستند. این منجر به وقوع جنگ بین مناطقی شد که نتیجه رویدادهای بوینس آیرس را پذیرفتند و مناطقی که این تصمیمات را قبول نکردند.
انقلاب مه منجر به جنگ استقلال آرژانتین شد؛ اگرچه در آن زمان هیچ اعلامیه‌ای رسمی برای استقلال صادر نشده بود و پریمرا خونتا به نام پادشاه مخلوع، فردیناند هفتم، به نیابت ادامه داد. از آنجا که حوادث مشابهی در بسیاری از شهرهای دیگر قاره رخ داد، انقلاب مه نیز یکی از وقایع اولیه جنگ‌های استقلال آمریکا از اسپانیا در نظر گرفته می‌شود. مورخان امروزه این بحث را مطرح می‌کنند که آیا انقلابیون واقعاً به تاج و تخت اسپانیا وفادار بودند یا این که اعلام وفاداری به پادشاه یک تصمیم سیاسی برای پنهان کردن اهداف واقعی — برای رسیدن به استقلال — بوده تا جمعیتی که هنوز آماده پذیرش چنین تغییر بنیادی نبودند، سر به شورش نگذارند. بیانیه رسمی استقلال سرانجام در کنگره توکمان در ۹ ژوئیه ۱۸۱۶ صادر شد.

## دلایل

### علل بین‌المللی

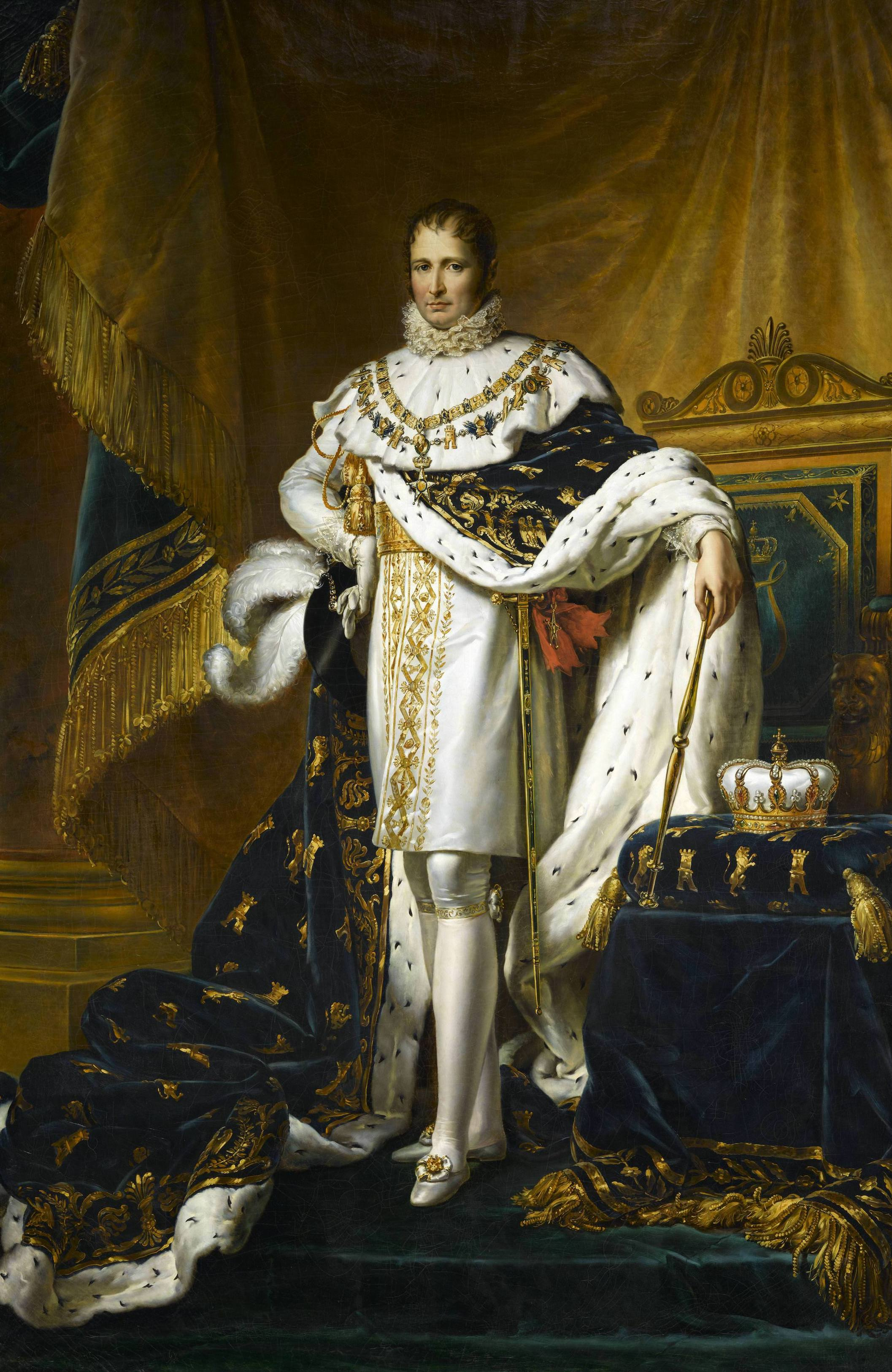
اسپانیایی‌ها در برابر دست‌نشاندگی ژوزف بناپارت، به عنوان پادشاه اسپانیا، مقاومت کردند و در مشروعیت نایب‌الملک اسپانیا تردید کردند.

اعلام استقلال ایالات متحده از انگلیس در سال ۱۷۷۶، کریولوها (مردم اسپانیایی متولد قاره آمریکا) را به این باور رساند که انقلاب و استقلال از اسپانیا عملی است. بین سال‌های ۱۷۷۵ و ۱۷۸۳، میهن‌دوستان سیزده مستعمره جنگ انقلاب آمریکا را علیه وفاداران محلی و پادشاهی بریتانیای کبیر به راه انداختند و سرانجام یک دولت مردمی را به جای سلطنت انگلیسی‌ها تأسیس کردند. این واقعیت که اسپانیا به مستعمرات در مبارزه با انگلیس کمک کرد، این عقیده که پایان دادن به وحدت مستعمره با کشور مادرش یک جرم یا گناه است را ضعیف کرد.
از سوی دیگر، آرمان‌های انقلاب کبیر فرانسه در سال ۱۷۸۹ در اروپا و قارهٔ آمریکا گسترش یافت. سرنگونی و اعدام پادشاه لوئی شانزدهم و ملکه ماری آنتوانت به قرن‌ها سلطنت در آن کشور پایان داد و امتیازات اشراف را از بین برد. آرمان‌های لیبرال در زمینه‌های سیاسی و اقتصادی از طریق انقلاب‌های آتلانتیک در اکثر کشورهای غربی گسترش یافت و رو به رشد نهاد. مفهوم حق‌الهی پادشاهان با بیانیهٔ حقوق بشر و شهروندان فرانسه که می‌گفت «همه انسان‌ها برابر هستند»، مورد تردید قرار گرفت و اعلامیه استقلال ایالات متحده و حتی کلیسای اسپانیایی آن را تأیید کردند.
با این حال، گسترش چنین ایده‌هایی و فروش یا در اختیار داشتن کتاب‌های مرتبط با این طرز فکر در سرزمین‌های اسپانیا غیرمجاز و ممنوع بود. اسپانیا این ممنوعیت‌ها را پس از اعلام جنگ به فرانسه و بعد از اعدام لویی شانزدهم وضع کرد و آن‌ها را تا پس از عقد پیمان صلح ۱۷۹۶ حفظ کرده بود. اخبار مربوط به وقایع سال ۱۷۸۹ و نسخه‌هایی از تألیفات انقلاب فرانسه علی‌رغم تلاش برای جلوگیری از نشر چنین چیزهایی، در سراسر اسپانیا پخش شد. بسیاری از کریولوهای روشن‌فکر در طول تحصیلات دانشگاهی خود، چه در اروپا یا دانشگاه چوکیساکا (در شهر سوکره امروزی)، با نویسندگان لیبرال و آثارشان آشنا شدند. به دلیل نزدیکی ونزوئلا و ایالات متحده و هند غربی، از طریق کاراکاس کتاب‌های ایالات متحده به مستعمرات اسپانیایی راه یافتند.

اعلامیه استقلال ایالات متحده از تحرکات مشابه در مستعمرات اسپانیا در آمریکای جنوبی الهام گرفت.

از سویی، انقلاب صنعتی با استفاده از ریل‌های اولیه، کانال‌ها و نیروی بخار در بریتانیا آغاز شد. این امر منجر به افزایش چشمگیر توانایی‌های تولیدی بریتانیا شد و وجود بازارهای جدید برای فروش محصولات را لازم نمود. در جنگ‌های ناپلئونی فرانسه به سردمداری ناپلئون، با ایجاد محاصرهٔ قاره‌ای موجب شد بریتانیا نتواند با متحدان و فتوحاتش تجارت کند و این، کار را برای رقیب دشوار کرد؛ بنابراین، بریتانیا نیاز به تجارت با مستعمرات اسپانیا داشت اما نمی‌توانست این کار را انجام دهد؛ زیرا این مستعمرات فقط با کشور مادرشان تجارت می‌کردند. برای دستیابی به اهداف اقتصادی، بریتانیا در ابتدا سعی در حمله به ریو دِ لا پلاتا و تسخیر شهرهای مهم آمریکای اسپانیا داشت اما وقتی این امر ناموفق ماند، آن‌ها ترجیح دادند آرمان‌های اسپانیایی-آمریکایی ساکنان، برای رهایی از اسپانیا را گسترش دهند.
شورش آرنخوئز در سال ۱۸۰۸ باعث شد شاه کارلوس چهارم اسپانیا به نفع پسرش، فردیناند هفتم، از سلطنت کناره‌گیری کند. کارلوس چهارم خواست که ناپلئون او را به سلطنت نشاند اما ناپلئون برادر خودش، ژوزف بناپارت را در مقام پادشاه جدید اسپانیا تاجگذاری کرد. از این رویدادها به «ربایش بایون» یاد شده‌است. تاج‌گذاری ژوزف در اسپانیا با مقاومت شدیدی روبرو شد و منجر به آغاز جنگ شبه‌جزیره شد و خونتای عالی مرکزی به نام پادشاه غایب قدرت را به دست گرفت. این امر همچنین اتحاد اسپانیا با فرانسه را از بین برد و این کشور را به دامن انگلیس کشاند. سرانجام، فرانسه به سویا حمله کرد و شورای نیابت مستقر در کادیس جایگزین خونتای مرکزی شد که منحل شده‌ بود.

### علل داخلی

فرماندهٔ قوای مهاجم انگلیسی خود را به سانتیاگو د لینیرس تسلیم کرد.

اسپانیا مستعمرات آمریکایی خود را از تجارت با سایر کشورها یا مستعمرات خارجی منع می‌کرد و خود را به عنوان تنها خریدار و فروشندهٔ تجارت بین‌المللی آنان تحمیل می‌داشت. این وضعیت به نایب‌الملک آسیب رساند؛ زیرا اقتصاد اسپانیا آنقدر قدرت نداشت که بتواند کالاهای زیادی را که مستعمرات به آن نیاز داشتند، به تنهایی تولید کند. این امر باعث کمبود و رکود اقتصادی شد. مسیرهای تجاری اسپانیا برخلاف منافع بوینس آیرس، بندرهای مکزیکو و لیما را هدف گرفتند. در نتیجه، بوینس آیرس کالاهایی را که به‌طور قانونی به دست نمی‌آمد، با قاچاق وارد می‌کرد. گرچه این قاچاق غیرمجاز بود، اکثر مقامات محلی از آن به عنوان شری کوچک‌تر استقبال می‌کردند؛ گهگاه میزان قاچاق از نظر حجمی، با تجارت قانونی که با اسپانیا داشتند، برابر بود. دو جناح متخاصم پدیدار شد: صاحبان زمین خواهان تجارت آزاد بودند تا بتوانند محصولات خود را به خارج از قلمرو اسپانیا بفروشند؛ در حالی که بازرگانانی که از گرانی واردات قاچاق سود می‌بردند، به دلیل ترس از پایین آمدن قیمت‌ها، با تجارت آزاد مخالفت می‌کردند.

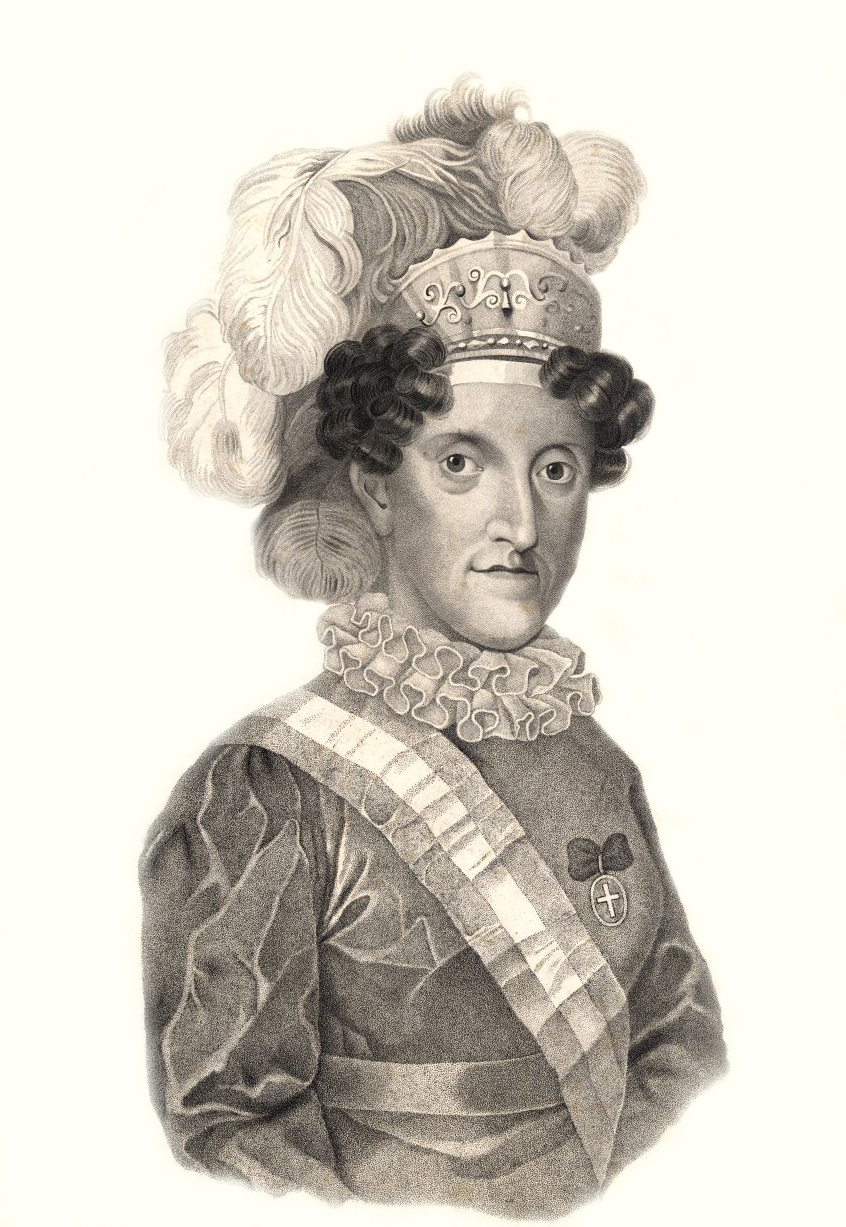
تاجگذاری شاهدخت کارلوتا خواکونیا یک گزینهٔ جایگزین و آلترناتیو به جای انقلاب بود.

سلطنت اسپانیا کاندیداهای خود را در اکثر دفاتر سیاسی نایب‌الملک منصوب می‌کرد که معمولاً اسپانیایی‌های زادهٔ اروپا را ترجیح می‌دادند. در بیشتر موارد، انتصاب‌کنندگان نسبت به موضوعات محلی اطلاع و علاقهٔ چندانی نداشتند. در نتیجه، یک رقابت فزاینده بین کریولوها و پنینسولار (به معنی شبه‌جزیره‌ای؛ به کسانی اطلاق می‌شد که متولد اسپانیا بودند) وجود داشت. بیشتر کریولوها فکر می‌کردند که پنینسولارها از مزایای ناشایسته‌ای برخوردارند و در سیاست و جامعه با برخورد ترجیحی به نفع آنان روبرو می‌شوند. روحانیت رده پایین نیز در مورد رده‌های بالاتر سلسله مراتب مذهبی احساس مشابهی داشتند. وقایع با سرعت کمتری نسبت به جنبش استقلال ایالات متحده توسعه می‌یافت. این امر تا حدی به این دلیل بود که روحانیون کل سیستم آموزشی آمریکای اسپانیا را کنترل می‌کردند و این باعث می‌شد تا مردم همان عقاید محافظه‌کارانه‌ای را داشته باشند که برگرفته از آداب و رسوم و تعالیم اسپانیا بود.
بوینس آیرس و مونته‌ویدئو با موفقیت در برابر دو حملهٔ بریتانیا مقاومت کردند. در سال ۱۸۰۶، یک ارتش کوچک بریتانیایی به رهبری ویلیام کار برسفورد برای مدت کوتاهی بوینس آیرس را تصرف کرد، لیکن ارتش مونته‌ویدئویی به رهبری سانتیاگو د لینیرس شهر را آزاد کرد. سال بعد، ارتش بزرگ‌تری مونته‌ویدئو را تصرف کرد اما توسط نیروهای بوینس آیرس به عقب رانده شد. مهاجمان تسلیم شدند و مونته‌ویدئو به قلمرو نایب‌الملک بازگشت. در هنگام این تهاجمات، هیچ کمکی از سوی اسپانیا صورت نگرفت. لینیرس، علی‌رغم منع اعمال‌شده علیه‌شان، شبه‌نظامیان کریولو را در طول مقدمات حملهٔ دوم سازمان داد. هنگ میهن‌پرستان به رهبری کورنلیو ساوادرا بزرگترین ارتش کریولو بود. این رویدادها باعث قدرت نظامی و نفوذ سیاسی کریولوها شد؛ قدرتی که قبلاً از آن برخوردار نبودند و از آنجایی که پیروزی بدون کمک اسپانیا حاصل شد، اعتماد به نفس جماعت کریولو را به توانایی‌های مستقلشان، افزایش داد.
خانوادهٔ سلطنتی پرتغال، پس از حملهٔ ناپلئون به کشورشان، در سال ۱۸۰۸ اروپا را ترک کردند و به مستعمره‌شان در برزیل پناه آوردند. کارلوتا خواکونیا، خواهر فردیناند هفتم که همسر شاهزادهٔ فراری پرتغالی بود، در این میان اهداف سیاسی خاص خود را دنبال می‌کرد. از آنجا که وی برخلاف اعضای خانواده‌اش در اسپانیا، توسط ناپلئون دستگیر نشده بود، سعی داشت خود را نایب حکومت این امپراتوری معرفی کند. این پروژه سیاسی، معروف به کارلوتیسم، سعی داشت از حملهٔ فرانسه به قارهٔ آمریکا جلوگیری کند. یک جامعهٔ مخفی کوچک از کریولوها، متشکل از سیاستمدارانی مانند مانوئل بلگرانو و خوآن خوزه کاستلی، و رهبران نظامی مانند آنتونیو بروتی و هیپولیتو وییتس، از این پروژه حمایت می‌کردند. آن‌ها این فرصت را پیشرو می‌دیدند که یک دولت محلی به جای یک دولت اروپایی صاحب اریکهٔ قدرت شود، یا آن را گامی به سوی اعلام احتمالی استقلال می‌دانستند. نایب‌الملک لینیرس، بیشتر پنینسولارها و برخی از کریولوها، از جمله کرنلیو ساودرا و وکلا ماریانو مورنو و خوآن خوزه پاسو، در برابر این پروژه مقاومت کردند. آن‌ها مشکوک بودند که این امر در باطن برگرفته از جاه‌طلبی‌های توسعه‌طلبانهٔ پرتغالی‌ها در منطقه باشد. طرفداران کارلوتا خواکینا قصد داشتند او را به ریاست یک پادشاهی مشروطه برسانند؛ در حالی که وی می‌خواست یک پادشاهی مطلقه را اداره کند. این اهداف متناقض پروژه را تضعیف کرده و منجر به شکست آن شد. بریتانیا که نفوذ شدیدی در سیاست‌های امپراتوری پرتغال داشت، با این طرح نیز مخالفت کرد: آن‌ها نمی‌خواستند اسپانیا به چند پادشاهی تقسیم شود و کارلوتا خواکینا را قادر به جلوگیری از این امر نمی‌دانستند.

## مقدمه

### دولت لینیرس

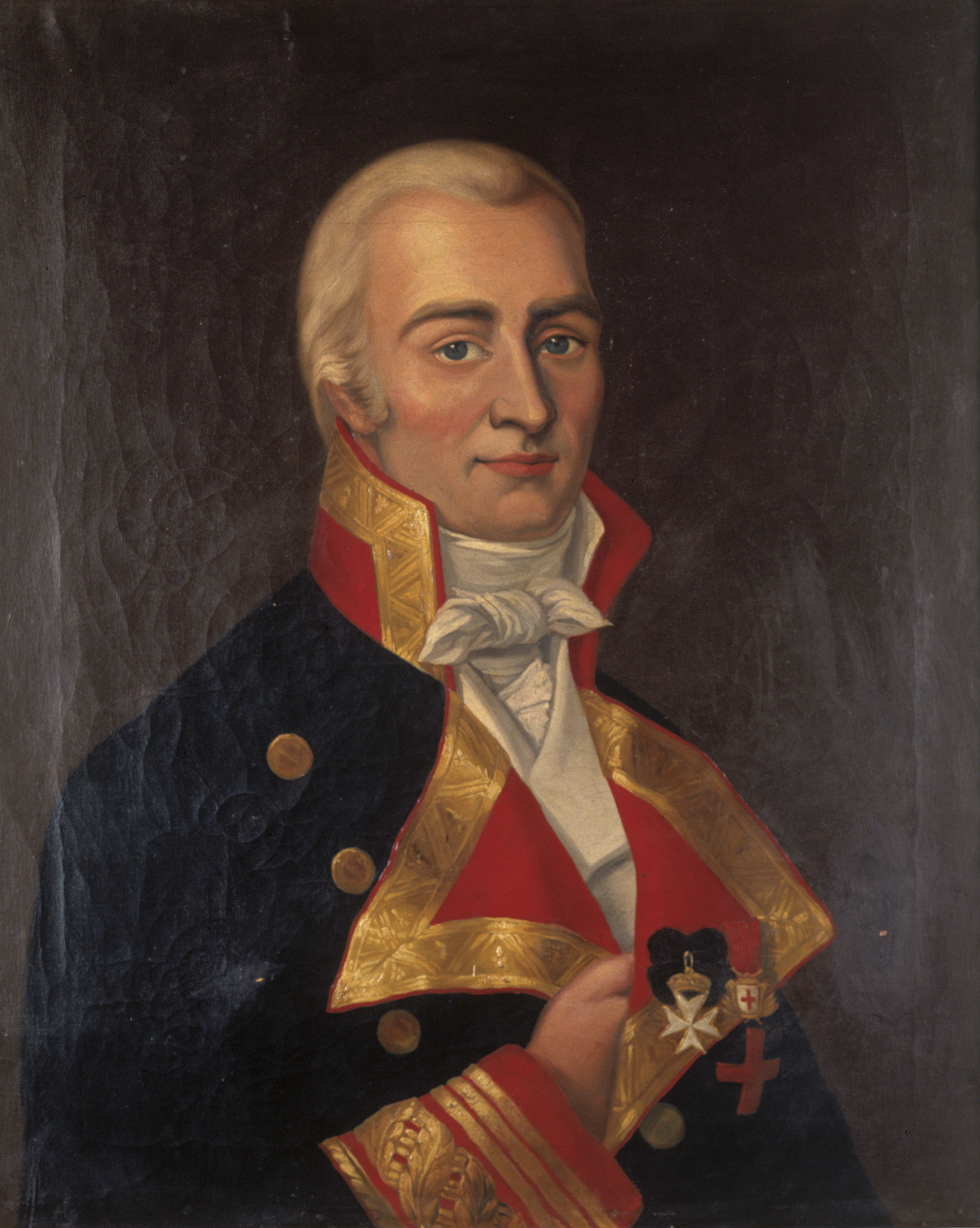
سانتیاگو د لینیرس بین سال‌های ۱۸۰۷ و ۱۸۰۹ به عنوان نایب‌الملک حکومت کرد.

پس از حملهٔ بریتانیا در سال ۱۸۰۶، سانتیاگو د لینیرس با موفقیت بوینس آیرس را بازپس گرفت. جمعیت اجازه ندادند که رافائل د سوبرمونته به عنوان نایب‌الملک، کارش را ادامه دهد. او در حالی که هنوز جنگ در جریان بود، همراه خزانهٔ عمومی به کوردوبا فرار کرده بود. طبق قانونی که در سال ۱۷۷۸ تصویب شده بود، باید در صورت حملهٔ خارجی، خزانه را به مکانی امن منتقل می‌کردند اما این باعث نشد از نظر مردم سوبرمونته ترسو نباشد. دادسرای سلطنتی بوینس آیرس اجازه بازگشت او به بوینس آیرس را نداد و لینیرس را که به عنوان یک قهرمان محبوب شناخته شده بود، به عنوان نایب‌الملک موقت منصوب کرد. این اقدامی بی‌سابقه بود و اولین بار بود که نایب‌الملک اسپانیایی توسط نهادهای دولت محلی خلع شد و نه توسط خود پادشاه اسپانیا. شاه چارلز چهارم اعطای منصب را پس از آن تصویب کرد. لینیرس کل جمعیت بوینس آیرس، از جمله کریولوها و برده‌ها را مسلح کرد و در سال ۱۸۰۷ دومین حمله به انگلیس را شکست داد.
دولت لینیرس در میان کرویلوها محبوب بود اما پنینسولارهایی مانند بازرگان مارتین د آلزاگا و فرماندار مونته‌ویدئو، فرانسیسکو خاویر د الیو، علاقه‌ای به او نداشتند. آن‌ها از مقامات اسپانیایی درخواست کردند که نایب‌الملک جدیدی تعیین کنند. در پی وقوع جنگ شبه‌جزیره، دی الیو خونتای مونته‌ویدئو را ایجاد کرد که تمام دستورها بوینس آیرس را موشکافی می‌کرد و حق نادیده گرفتن آن‌ها را برای خود محفوظ می‌داشت اما صریحاً اقتدار نایب‌الملک را انکار نکرد یا مونته‌ویدئو را مستقل از آن ندانست.
مارتین د آلزاگا شورشی را برای حذف لینیرس آغاز کرد. در اول ژانویه ۱۸۰۹، یک مجلس کابیلدوی علنی (جلسه فوق‌العادهٔ شهروندان، شامل افراد برجستهٔ شهر) به ریاست آلزاگا خواستار استعفای لینیرس و تعیین یک حکومت محلی (خونتا) شد. شبه‌نظامیان اسپانیایی و گروهی از افراد که در این جلسه احضار شده بودند، برای حمایت از شورش جمع شدند. تعداد کمی از کریولوها، به ویژه ماریانو مورنو، از این شورش حمایت کردند اما اکثر آن‌ها با این کار موافق نبودند. آن‌ها احساس کردند که آلزاگا می‌خواهد برای جلوگیری از خدشه به اقتدار سیاسی طبقه‌اش و در جهت نشان دادن اختلافات اجتماعی بین کریولوها و پنینسولارها، نایب‌الملک را برکنار کند. هنگامی که شبه‌نظامیان کریولو به رهبری کورنلیو ساودرا میدان را محاصره و شورشیان را متفرق کردند، به سرعت آشوب شد. در نتیجهٔ شورش ناموفق، شبه‌نظامیان شورشی خلع سلاح شدند. این شامل تمام شبه‌نظامیان پنینسولار می‌شد و در نتیجه قدرت کابیلدوی علنی هم افزایش یافت. رهبران توطئه، به استثنای مورنو، به کارمن د پاتاگونس تبعید شدند. خاویر د الیو آن‌ها را آزاد کرد و در مونته‌ویدئو به آن‌ها پناهندگی سیاسی داد.

### دولت سیسنروس

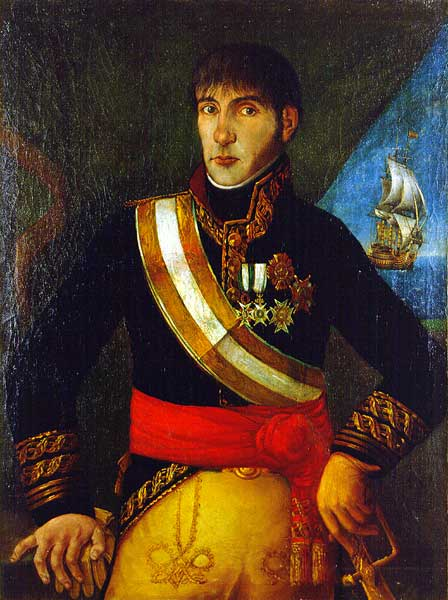
بالتازار هیدالگو د سیسنروس آخرین نایب‌الملک بوینس آیرس بود.

خونتای عالی مرکزی برای پایان دادن به آشفتگی‌های سیاسی در ریو د لا پلاتا، افسر نیروی دریایی بالتازار هیدالگو د سیسنروس، کهنه سرباز نبرد ترافالگار را جایگزین لینیرس کرد. وی برای تحویل گرفتن قدرت، در ژوئن ۱۸۰۹ وارد مونته‌ویدئو شد. مانوئل بلگرانو پیشنهاد کرد که لینیرس باید مقاومت کند؛ چون که او برخلاف سیسنروس توسط پادشاه اسپانیا به عنوان نایب‌الملک منصوب شده و سیسنروس از چنین مشروعیتی برخوردار نیست. شبه‌نظامیان کریولو پیشنهاد بلگرانو را تصدیق کردند اما لینیرس بدون مقاومت دولت را به سیسنروس سپرد. خاویر د الیو اقتدار نایب‌الملک جدید را پذیرفت و خونتای مونته‌ویدئو را منحل کرد. سیسنروس شبه‌نظامیان منحل شده پنینسولا را مسلح کرد و افرادی را که مسئول این شورش بودند، عفو کرد. آلزاگا آزاد نشد اما حکم وی به حبس خانگی تغییر یافت.
نگرانی در مورد وقایع اسپانیا و همچنین مشروعیت فرمانداران محلی در پرو علیا نیز وجود داشت. در ۲۵ مه ۱۸۰۹، در جریان انقلاب چوکیساکا فرماندار رامون گارسیا د لئون ئی پیزارو از مقامش در چوکیساکا خلع شد و خوان آنتونیو آلوارس د آرنالس جایگزین شد. در ۱۶ ژوئیه، انقلاب لاپاز به رهبری سرهنگ پدرو دومینگو موریلو، فرماندار لاپاز را برکنار کرد و یک خونتای جدید را بر سر کار آورد. واکنش سریع مقامات اسپانیایی این شورش‌ها را سرکوب کرد. ارتشی ۱۰۰۰ نفری از مردان اعزامی از بوینس آیرس، با هیچ مقاومتی در چوکیساکا روبرو نشدند و شهر را تحت کنترل خود درآوردند و خونتا را سرنگون کردند. موریلو سعی کرد از لاپاز دفاع کند اما در حالی که تنها حدود ۸۰۰ مبارز در اختیار داشت، بیش از ۵٬۰۰۰ سرباز اعزامی از لیما برای او گسیل شد. بعداً او و دیگر رهبران را سر بریدند و سر آن‌ها را به عنوان درس عبرت، به نمایش گذاشتند. این اقدامات به‌شدت با بخششی که مارتین د آلزاگا و دیگران پس از مدت کوتاهی زندانی شدن دریافت کرده بودند، در تضاد بود و کینه کریولو از پنینسولارها را عمیق‌تر کرد. خوآن خوزه کاستلی در جلسه دانشگاه چوکیساکا حضور داشت؛ در آنجا برناردو مونتاگودو به توسعه قیاس منطقی چوکیساکا همت گماشته بود و بنا بر این قیاس توضیحی قانونی برای توجیه خودگردانی را اشاعه داد. این در ایده‌های خوزه کاستلی در «هفتهٔ مه» تأثیرگذار بود.
در ۲۵ نوامبر ۱۸۰۹، سیسنروس دادگاه نظارت سیاسی را برای آزار و اذیت آفرانسادوها (طرفداران ژوزف بناپارت) و استقلالطلبان، ایجاد کرد. با این حال، وی پیشنهاد اقتصاددان خوزه ماریا رومرو را برای اخراج تعدادی از افراد که برای رژیم اسپانیا خطرناک تلقی می‌شدند، مانند ساویدرا پاسو، واییتس، کاستلی و مورنو و دیگران را رد کرد. رومرو به سیسنروس در مورد انتشار اخباری که ممکن است خرابکارانه تلقی شود، هشدار داد. کریولوها احساس می‌کردند به زودی جرقه‌ای کافی است تا به وقوع انقلاب منجر شود. در آوریل ۱۸۱۰، کورنلیو ساودرا به دوستان خود توصیه کرد: «هنوز وقت آن نرسیده‌است؛ بگذارید انجیرها رسیده شوند، سپس آن‌ها را خواهیم خورد.» منظور او این بود که از اقدامات شتابزده علیه نایب‌الملک پشتیبانی نخواهد کرد اما این کار را در یک لحظهٔ استراتژیک و مساعد انجام خواهد داد؛ مانند زمانی که نیروهای ناپلئون در جنگ خود علیه اسپانیا به برتری قاطع دست یافتند.

## هفتهٔ مه

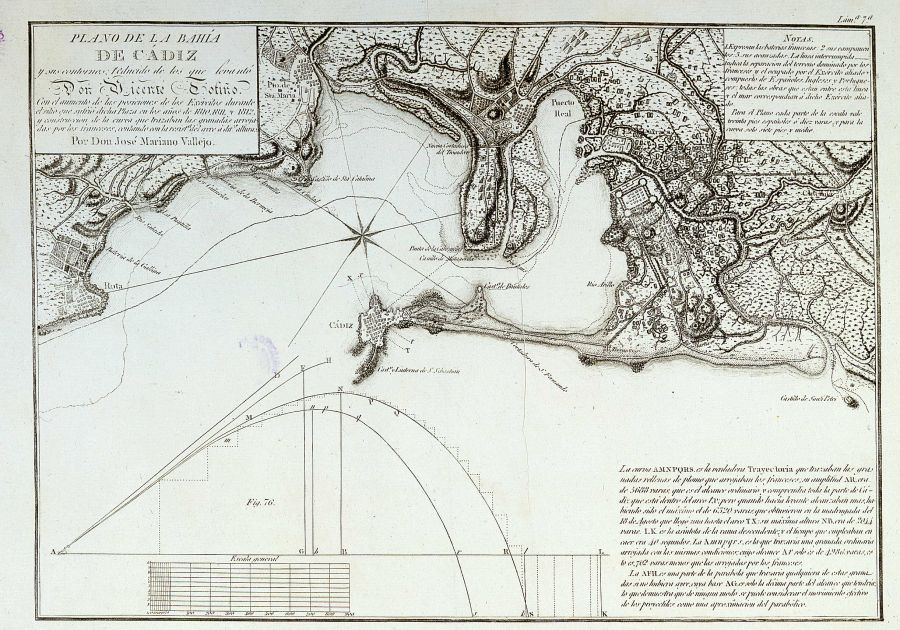
نقشهٔ کادیس در محاصرهٔ فرانسه

هفتهٔ مه دوره‌ای زمانی در بوینس آیرس بود که با تأیید سقوط خونتای عالی مرکزی آغاز شد و با برکناری سیسنروس و تأسیس پریمرا خونتا پایان یافت.
در ۱۴ مه ۱۸۱۰، قایق بادبانی اچ‌ام‌اس میستلتوئه با روزنامه‌های اروپایی که از انحلال خونتای عالی مرکزی در ژانویه گذشته خبر می‌دادند، وارد بوینس آیرس شد. شهر سویا مورد حملهٔ ارتش‌های فرانسوی قرار گرفته بود که قبلاً در بیشتر شبه‌جزیره ایبری تسلط داشتند. روزنامه‌ها گزارش دادند که برخی از اعضای سابق خونتا به جزیرهٔ لئون در کادیس پناهنده شده‌اند. این خبر در ۱۷ مه در بوینس آیرس تأیید شد؛ هنگامی که کشتی انگلیسی جان پاریش به مونته‌ویدئو آمد. آخرین روزنامه‌ها خبر از برکناری اعضای خونتای عالی مرکزی می‌دادند. شورای نیابت کادیس به عنوان جانشین مقاومت اسپانیا تلقی نمی‌شد؛ بلکه تلاشی برای بازگرداندن مطلق‌گرایی در اسپانیا بود. به نظر می‌آمد که خونتای عالی مرکزی هم با ایده‌های جدید موافق است. میهن‌پرستان آمریکای جنوبی هم از پیروزی کامل فرانسه در شبه‌جزیره و هم از ترمیم مطلق‌گرایی ترس داشتند. سیسنروس کشتی‌های انگلیسی را رصد می‌کرد و روزنامه‌های آن‌ها را توقیف می‌کرد تا خبر را پنهان کند اما یک روزنامه به دست بلگرانو و کاستلی رسید. آن‌ها این خبر را در میان دیگر میهن‌پرستان منتشر کردند و مشروعیت نایب‌الملک که توسط خونتای سقوط کرده منصوب شده بود را به چالش کشیدند. هنگامی که کورنلیو ساوادرا، رئیس هنگ میهن‌پرستان، از این خبر مطلع شد، سرانجام زمان ایدئال برای اقدام علیه سیسنروس را یافت. مارتین رودریگز پیشنهاد سرنگونی نایب‌الملک را با تکیه بر زور و قوهٔ قهریه داد اما کاستلی و ساوادرا این ایده را رد کردند و پیشنهاد تشکیل کابیلدوی علنی (مجلس مشورت شهروندان) را دادند.

### جمعه ۱۸ مه و شنبه ۱۹ مه
اگرچه نایب‌الملک سعی داشت خبر شکست اسپانیا را پنهان کند اما این شایعه از قبل در سراسر بوینس آیرس پخش شده بود. بیشتر مردم ناراحت بودند. در پادگان و در پلازا (مرکز شهر) تشویش بود و بیشتر مغازه‌ها تعطیل بودند. «کافه د کاتالان» و «فوندا د لاس ناسیونس»، پاتوق‌های ملاقات مکرر کریولوها و محل بحث‌های سیاسی و اعلامیه‌های رادیکال شدند. فرانسیسکو خوزه پلانس فریاد زد که باید سیسنروس را به خاطر مجازات اعدام رهبران انقلاب ناموفق لاپاز، در پلازا به دار آویخت. افرادی که با دولت مطلقه موافق بودند، مورد آزار و اذیت قرار گرفتند اما این درگیری‌ها نتیجه چندانی نداشت؛ زیرا کسی اجازه نداشت تفنگ یا شمشیر را از پادگان خارج کند.
نایب‌الملک در تلاش برای آرام کردن کریولوها اعلامیه‌ای از وقایع رخداده منتشر کرد. وی خواستار تجدید میثاق با شاه فردیناند هفتم شد اما ناآرامی‌های مردمی همچنان شدت گرفت. او از این خبر مطلع بود اما فقط گفت که اوضاع در شبه‌جزیره ایبری بسیار ناپایدار است. او سقوط خونتای عالی را تأیید نکرد. پیشنهاد او ایجاد یک نهاد دولتی بود که از طرف فردیناند هفتم حکمرانی کند و شامل نایب‌الملک پرو خوزه فرناندو د آباسکال ئی سوزا، فرماندار پوتوسی فرانسیسکو د پائولا سانتس و رئیس دادسرای سلطنتی چارکاس ویسنته نیتو هم باشد.
بعضی از کرویلوها که فریب اعلامیه نایب‌الملک را نخورده بودند، در خانهٔ نیکولاس رودریگز پنیا و مارتین رودریگز دیدار کردند. در این جلسات مخفی، آن‌ها کمیسیونی را متشکل از خوآن خوزه کاستلی و مارتین رودریگز تعیین کردند تا از سیسنروس دعوت کند در یک اجلاس کابیلدوی علنی برای تصمیم‌گیری دربارهٔ آیندهٔ نایب‌الملک شرکت کند.
شب ۱۹ ماه مه، بحثهای بیشتری در خانه رودریگز پنیا شکل گرفت. ساودرا، به دعوت ویامونته، به جلسه پیوست که شامل رهبران نظامی و غیرنظامی بود. آن‌ها چنین تقسیم کار کردند که بلگرانو و ساودرا به دیدار خوان خوزه د لزیکا (قاضی شهری) بروند و کاستلی با وکیل خولیان د لیوا صحبت کند تا حمایت آنان را جلب کنند. آن‌ها از نایب‌الملک خواستند که به کابیلدوی علنی رخصت دهد و گفتند که اگر به مردم آزادانه حق چنین کاری اعطا نشود، نیروهای کریولو به میدان می‌آیند؛ نایب‌الملک را وادار به استعفا به هر طریقی که لازم باشد، می‌کنند و یک دولت میهن‌پرست را جایگزین او می‌کنند. ساودرا به لزیکا اظهار داشت که وی به دلیل درخواست‌های مداوم برای اقدامات محتاطانه و سنجیده، به خیانت مشکوک شده‌است. او این حرف را زد تا با تحت فشار قرار دادن لزیکا، سیستم حقوقی را مجاب کند به مردم اجازه دهد ابراز وجود کنند یا در غیر اینصورت خطر یک شورش بزرگ را بپذیرد. لزیکا برای اقناع نایب‌الملک صبر و وقت خواست و تظاهرات گسترده را به عنوان آخرین چاره نفی کرد. او استدلال کرد که اگر نایب‌الملک به این روش خلع شود، این یک شورش محسوب می‌شود و عمل انقلابیون غیرقانونی خواهد بود. مانوئل بلگرانو روز دوشنبه بعد را آخرین مهلت برای تأیید کابیلدوی علنی اعلام کرد و گفت پس از آن، مستقیماً اقدام می‌کند. پس از این، لیوا به عنوان یک واسطه عمل کرد؛ او هم معتمد سیسنروس بود و هم مذاکره‌کننده‌ای مورد اعتماد برای انقلابیون معتدل به‌شمار می‌رفت.

### یکشنبه، ۲۰ مه

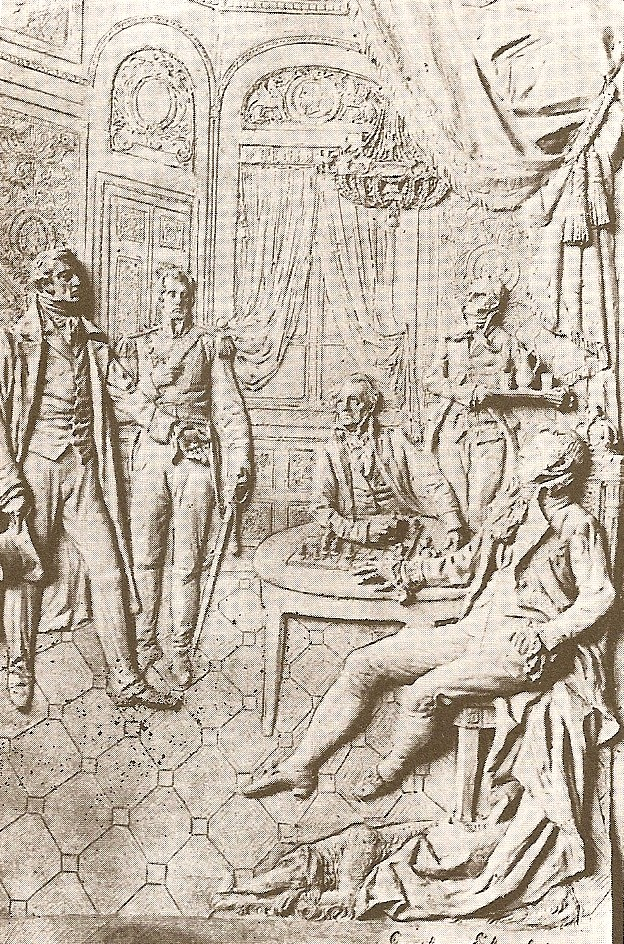
خوآن خوزه کاستلی از بالتازار هیدالگو د سیسنروس درخواست کابیلدوی علنی می‌کند.

لزیکا از سیسنروس درخواست تشکیل کابیلدوی علنی کرد و نایب‌الملک با لیوا مشورت کرد که لیوا هم به نفع آنان صحبت کرد. نایب‌الملک فرماندهان نظامی را احضار کرد تا ساعت ۷ بعدازظهر به قلعه بیایند تا حمایت نظامیان را مطالبه کند. شایعاتی وجود داشت مبنی بر این که این دام می‌تواند تله‌ای برای دستگیری مخالفان و کنترل پادگان‌ها باشد. برای جلوگیری از چنین رخدادی، فرماندهان پیاده‌نظام و دژها هنگامی که به دیدار نایب‌الملک می‌رفتند، از هر دروازه‌ای که رد می‌شدند، کلیدهای ورودی را به دست می‌گرفتند. سرهنگ کورنلیو ساودرا، رئیس هنگ میهن‌پرستان، به نمایندگی از همهٔ هنگ‌های کریولو صحبت می‌کرد. وی به مقایسهٔ وضعیت بین‌المللی فعلی و اوضاع در زمان شورش آلزاگا که بیش از یک سال قبل روی داده بود، اشاره کرد که اسپانیا نسبت به آن دوره، تقریباً به‌طور کامل تحت کنترل ناپلئون قرار داشته و استان‌هایی که هنوز شکست نخورده بودند، در مقایسه با قارهٔ آمریکا بسیار ناچیز بودند. وی ادعای حاکمیت ناحیهٔ کوچک کادیس بر قارهٔ آمریکا را رد کرد و نتیجه گرفت که ارتش‌های محلی به جای پیگیری سرنوشت اسپانیا، بایستی از خودشان مراقبت کنند. سرانجام وی خاطر نشان کرد که خونتای عالی مرکزی که سیسنروس را به عنوان نایب‌الملک منصوب کرده‌است، دیگر وجود ندارد؛ اینچنین مشروعیت سیسنروس را رد کرده و حمایت نیروهای تحت امر خود را از وی دریغ کرد.
کاستلی و مارتین رودریگز برای مصاحبه با سیسنروس به قلعه آمدند. خوآن فلورنسیو ترادا، فرماندهٔ هنگ پیاده‌نظام نیز به آن‌ها پیوست؛ زیرا پادگان آن‌ها زیر پنجره سیسنروس قرار داشت و حضور او اجازه نمی‌داد که نایب‌الملک برای دستگیری کاستلی و مارتین رودریگز درخواست کمک نظامی کند. نگهبانان آن‌ها را بدون اعلام به داخل راهی کردند و آن‌ها سیسنروس را در حالی که با سرتیپ کوینتانا، دادستان کاسپه و معاون کوئیکولا، کارت بازی می‌کرد، ملاقات کردند. کاستلی و رودریگز بار دیگر خواستار تشکیل کابیلدوی علنی شدند و سیسنروس با عصبانیت واکنش نشان داد و درخواست آن‌ها را بی‌ادبانه دانست. رودریگز حرف او را قطع کرد و او را مجبور کرد که جواب قطعی بدهد. پس از یک مشورت کوتاه و پنهان با کاسپه، سیسنروس با اکراه رضایت خود را اعلام نمود.
در آن شب، بسیاری از انقلابیون در یک تئاتر با موضوع استبداد، به نام رم نجات یافت، شرکت کردند. بازیگر اصلی مورانته بود و در نقش سیسرون بازی می‌کرد. رئیس پلیس از مورانته خواست که خود را بیمار نشان دهد، تا نمایش انسان‌بیزاری و توبه اثر آگوست فون کوتزبوئه، رمان‌نویس و نمایشنامه‌نویس آلمانی، جایگزین این داستان شود. شایعات سانسور پلیس به سرعت گسترش یافت. مورانته این درخواست را نادیده گرفت و نمایش را طبق برنامه اجرا کرد. در چهارمین صحنه، مورانته سخنرانی میهن‌پرستانه‌ای، دربارهٔ تهدید گُل به روم (گل‌ها از نیاکان مردم فرانسویاند) و نیاز به رهبری قدرتمند برای مقاومت در برابر خطر، داشت. این صحنه روحیهٔ انقلابیون را بالا برد و به تشویق‌های شوریدهٔ آنان منجر شد.خوآن خوزه پاسو ایستاد و برای آزادی بوینس آیرس فریاد کشید و درگیری کوچکی درگرفت.
پس از نمایش، انقلابیون به خانه پنیا بازگشتند. آن‌ها از نتیجهٔ ملاقات با سیسنروس مطلع شدند اما در مورد این که آیا سیسنروس قصد دارد به قول خود عمل کند یا نه، مطمئن نبودند. آن‌ها تظاهراتی را برای روز بعد ترتیب دادند تا اطمینان حاصل شود که کابیلدوی علنی طبق تصمیم گرفته شده، برگزار می‌شود.

### دوشنبه ۲۱ مه

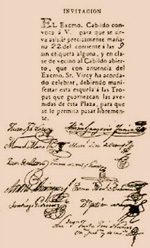
دعوت‌نامهٔ نشست کابیلدوی علنی در ۲۲ مه

در ۳ بعد از ظهر، کابیلدو کار خود را طبق روال همیشگیش آغاز کرد تا این که ۶۰۰ فرد مسلح، به نام لژیون جهنمی، میدان د لا ویکتوریا را اشغال کرده و با صدای بلند خواستار تشکیل کابیلدوی علنی و استعفای نایب‌الملک سیسنروس شدند. آن‌ها تصویری از فردیناند چهارم را به همراه داشتند و یقهٔ کت‌هایشان یک روبان سفید داشت که نماد وحدت کریولو-اسپانیایی بود. دومینگو فرنچ، نامه‌بر شهر و آنتونیو بروتی، کارمند خزانه‌داری، رهبری آشوبگران را بر عهده داشتند. شایعه شده بود که سیسنروس کشته شده‌است و ساودرا کنترل دولت را در دست خواهد گرفت. ساودرا در آن لحظه در پادگان بود و نگران تظاهرات بود. وی فکر کرد که باید آن را با خشونت متوقف کرد تا از اقدامات رادیکال مانند ترور سیسنروس جلوگیری شود اما همچنین فکر کرد که در صورت سرکوب تظاهرات نیروها دست به شورش می‌زنند. مردم در پلازا فکر نمی‌کردند سینسروس فردا بخواهد اجازهٔ تشکیل جلسهٔ کابیلدوی علنی بدهد. لیوا کابیلدو را ترک کرد و بلگرانو که نمایندهٔ جمعیت بود، خواستار تعهد قطعی شد. لیوا توضیح داد که همه چیز طبق برنامه پیش خواهد رفت اما کابیلدو برای آماده‌سازی چنین نشستی به زمان نیاز دارد. وی از بلگرانو خواست تا در این کار به کابیلدو کمک کند؛ زیرا جمعیت مداخله‌اش را تضمینی برای نادیده گرفتن خواسته‌های آن‌ها می‌داند. جمعیت سالن اصلی را ترک کردند اما در پلازا ماندند. بلگرانو در مورد لیست میهمانان که متشکل از ثروتمندترین شهروندان بود، اعتراض کرد و فکر کرد که اگر مردم فقیر رها شوند، ناآرامی‌های بیشتری به وجود خواهد آمد. اعضای کابیلدو سعی کردند او را متقاعد کنند که از این نشست حمایت کند اما او آنجا را ترک کرد.
عزیمت بلگرانو باعث خشم مردم شد؛ زیرا وی در مورد آنچه اتفاق افتاده بود، توضیح نداد و مردم از خیانت وحشت داشتند. تقاضا برای استعفای فوری سیسنروس جایگزین خواستار کابیلدوی علنی شدن، گردید. مردم سرانجام آرام شدند و وقتی ساودرا وارد عمل شد و گفت که ادعاهای لژیون جهنمی توسط ارتش پشتیبانی می‌شود، متفرق شدند.
دعوت‌نامه‌ها بین ۴۵۰ نفر توزیع شد که همگی شهروندان و مقامات برجسته در پایتخت بودند. کابیلدو لیست مهمانان را تهیه کرده بود و سعی داشت طوری افراد را دعوت کند که نتیجه را تضمین کند و افرادی که احتمالاً از نایب‌الملک حمایت می‌کردند، بیشتر دعوت شده بودند. انقلابیون با اقدامی مشابه این حرکت را مقابله کردند تا در عوض اکثر مردم مخالف سیسنروس باشند. چاپگری به نام آگوستین دونادو، برای حمایت از انقلابیون، نزدیک به ۶۰۰ دعوت‌نامه چاپ کرد؛ در حالی که از او ۴۵۰ دعوت‌نامه درخواست کرده بودند. او مازاد را بین کریولوها تقسیم کرد. در طول شب، کاستلی، رودریگز، فرنچ و بروتی از تمام پادگان‌ها بازدید کردند تا نیروهای نظامی را آزار دهند و آن‌ها را برای روز بعد آماده کنند.

### سه‌شنبه ۲۲ مه

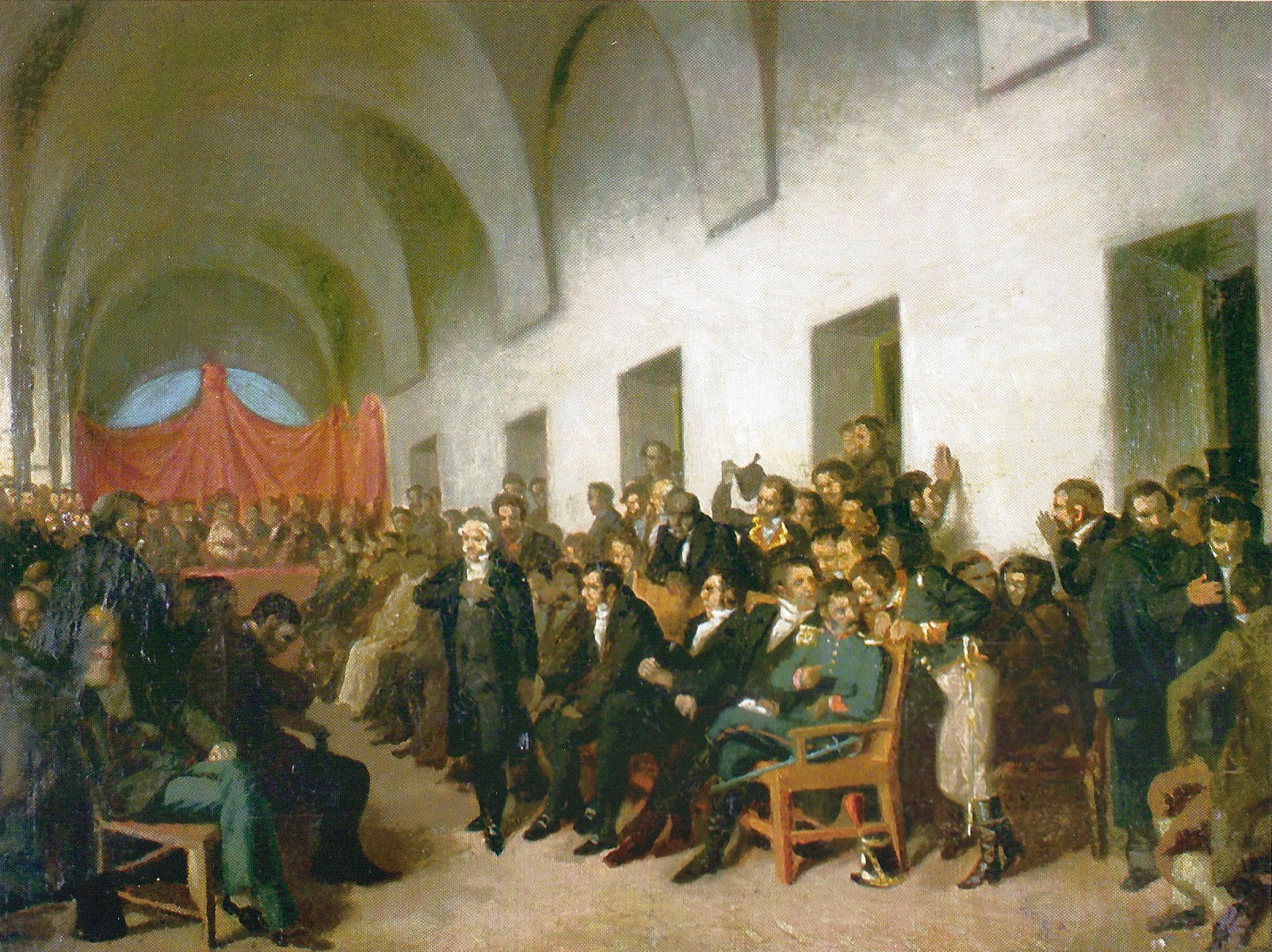
کابیلدوی علنی در مورد مشروعیت نایب‌الملک و دولت محلی جدیدی که جایگزین وی می‌شد، بحث کرد.

طبق صورت‌جلسه، تنها حدود ۲۵۱ نفر از ۴۵۰ میهمان رسمی دعوت شده در کابیلدوی علنی شرکت کردند. فرنچ و بروتی، فرماندهی ۶۰۰ مرد مسلح به چاقو و تفنگ را بر عهده گرفتند تا دسترسی به میدان را کنترل کنند و اطمینان حاصل شود که کابیلدوی علنی دارای اکثریت کریولو است. همه افراد موجه مذهبی، غیرنظامی و همچنین فرماندهان شبه‌نظامی و بسیاری از ساکنان برجسته در اجلاس حضور داشتند. تنها غایب قابل توجه مارتین د آلزاگا بود که هنوز در حبس خانگی به سر می‌برد.
تاجری به نام خوزه ایگناسیو رزابال که در کابیلدوی علنی شرکت کرده بود، در نامه‌ای به کشیش ژولیان اس د آگوئرو، گفت که او تردیدهایی دارد و افراد نزدیک به او چیزهایی در این رابطه گفته‌اند. او می‌ترسید که هر یک از دو طرف وقتی به قدرت رسید، از جناح مقابل انتقام بگیرد و چیزی همچون شورش آلزاگا مجدداً رخ دهد. وی فکر می‌کرد که اگر به بسیاری از کریولوها اجازه داده شود در نتیجهٔ دستکاری فوق در لیست مهمان‌ها شرکت کنند، کابیلدوی علنی مشروعیت ندارد.
جلسه از صبح تا نیمه شب در حال خواندن اعلامیه، بحث و رأی‌گیری به طول انجامید. رأی مخفی وجود نداشت. آرا یک به یک شنیده شد و در صورت‌جلسه ثبت گردید. موضوعات اصلی این بحث مشروعیت دولت و اقتدار نایب‌الملک بود. اصل پس دادن حاکمیت به مردم بیان می‌داشت که در غیاب سلطنت قانونی، قدرت بایستی به مردم بازگردد و آن‌ها حق تشکیل دولت جدید را داشتند. این اصل امری همه‌قبول و بنا بر فلسفه مدرسی و فلسفه عقل‌گرا در اسپانیا بود اما تا به حال در قانون هرگز مورد استفاده واقع نشده بود. اصل مذکور آن مجمع را به دو گروه اصلی تقسیم کرد: یک گروه آن را رد کرده و گفتند که اوضاع باید بدون تغییر بماند. این گروه از سیسنروس به عنوان نایب‌الملک پشتیبانی می‌کردند. گروه دیگر از تغییر حمایت کردند و معتقد بودند که باید یک نوع حاکمیت خونتا، همانند آنچه در اسپانیا جایگزین نایب‌الملک شده بود، تأسیس کنند. یک موقعیت سوم نیز وجود داشت که میانهٔ میدان را در نظر می‌گرفت. مروجین تغییر صلاحیت شورای نیابت را به رسمیت نمی‌شناختند و استدلال می‌کردند که در تشکیل آن از مستعمرات آمریکایی مشاوره نشده‌است. بحث به‌طور ضمنی به رقابت بین کریولوها و پنینسولارها هم گره خورد. طرفداران نایب‌الملک احساس می‌کردند که ارادهٔ پنینسولارها باید بیشتر از کریولوها باشد.

یکی از سخنرانان عالی‌مقام اسقف بوینس آیرس، بنیتو لو ئی ریگا، رهبر کلیسای محلی بود که گفت:
نه تنها حال هیچ دلیلی برای کنار گذاشتن نایب‌الملک وجود ندارد، بلکه حتی اگر هیچ بخشی از اسپانیا برای مقاومت باقی نماند، اسپانیولی‌های آمریکا باید آن را پس بگیرند و فرماندهی بر سر آن را از سر گیرند. آمریکا تنها زمانی باید توسط بومی‌ها اداره شود که دیگر اسپانیولی‌ای در آنجا نباشد. اگر حتی یک عضو از خونتای مرکزی سویا نیز در سواحل ما قرار داشت، باید او را به عنوان حاکم پذیرا شویم.

خوآن خوزه کاستلی سخنران اصلی انقلابیون بود. وی سخنرانی خود را بر اساس دو ایدهٔ اساسی انجام داد: مشروعیت منقرض شده دولت — اظهار داشت که خونتای عالی مرکزی منحل شده و هیچ حقی برای تعیین نایب ندارد — و اصل پس دادن حاکمیت به مردم. وی پس از کشیش ریگا صحبت کرد و پاسخ داد که مردم آمریکا باید کنترل دولت خود را تا بازگشت فردیناند چهارم به سلطنت، بر عهده گیرند.
هیچ کس نمی‌تواند کل ملت را جنایتکار بخواند، یا افرادی که دیدگاه‌های سیاسی خود را بیان کرده‌اند. اگر حق فتح به حق کشور فاتح تعلق داشته باشد، منصفانه خواهد بود که اسپانیا مقاومت در برابر فرانسه را فراموش کرده و تسلیم آن‌ها شود؛ با همان اصولی که انتظار می‌رود آمریکایی‌ها خود را تسلیم مردم پونته‌ودرا کنند. دلیل و قاعده باید برای همه برابر باشد. در اینجا هیچ فتح و فاتحی وجود ندارد. در اینجا فقط اسپانیایی‌ها هستند. اسپانیولی‌های اسپانیا سرزمین خود را از دست داده‌اند. اسپانیولی‌های آمریکا در تلاش هستند تا مال خودشان را نجات دهند. بگذارید آن‌هایی که از اسپانیا هستند، هرطور که می‌توانند با خودشان کنار بیایند. نگران نباشید؛ ما اسپانیایی‌های آمریکا می‌دانیم چه می‌خواهیم و به کجا می‌رویم. بنابرین من پیشنهاد می‌کنم که رأی دهیم: که نایب‌الملک را با اقتدار جدیدی جایگزین کنیم که در صورت نجات از دست فرانسوی‌ها تابع دولت مادر شود و اگر اسپانیا سرانجام مقهور شد، مستقل باشد.
پاسکوال روئیز هویدوبرو اظهار داشت، از آنجا که منصبی که سیسنروس را منصوب کرده منقضی شده‌است، سیسنروس دیگر نباید جایی در دولت داشته باشد. هویدوبرو احساس کرد که کابیلدو باید در دولت جایی داشته باشد؛ زیرا نمایندهٔ مردم است. ملچور فرناندز، خوآن لئون فراگوت و خواکین گریگرا و غیره، از رأی وی حمایت کردند.

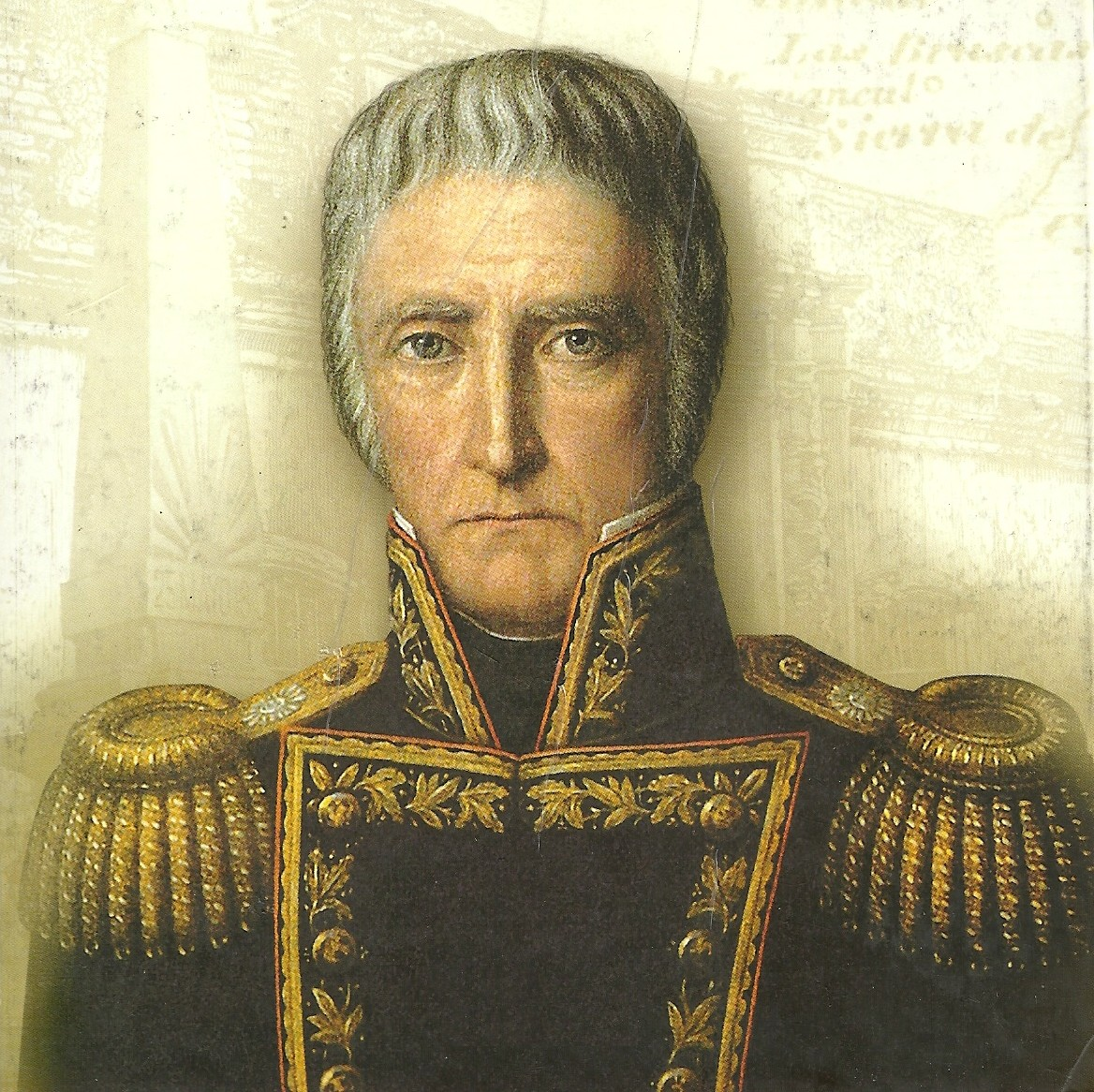
پیشنهاد کورنلیو ساودرا اکثریت آرا را به دست آورد.

وکیل مانوئل جنارو ویلوتا، نمایندهٔ اسپانیایی، گفت که شهر بوینس آیرس حق ندارد بدون مشارکت سایر شهرهای قلمرو نایب‌الملک، تصمیمات یک جانبه‌ای دربارهٔ مشروعیت نایب‌الملک یا شورای نیابت اتخاذ کند. وی استدلال کرد که چنین عملی اتحاد کشور را می‌شکند و به تعداد شهرها حاکمیت جداگانه ایجاد می‌کند. قصد او این بود که با تأخیر در هر اقدام احتمالی، سیسنروس را در قدرت حفظ کند. خوآن خوزه پاسو اولین نکتهٔ او را پذیرفت اما استدلال کرد که اوضاع در اروپا بحرانی است و احتمال این که نیروهای ناپلئونی بتوانند مستعمرات آمریکا را فتح کنند، لازم می‌دارد موضوع فوراً حل و فصل شود. وی سپس با «استدلال خواهر بزرگتر» توجیه کرد که بوینس آیرس باید ابتکار عمل را به دست گیرد و تغییرات ضروری و مناسب را اعمال کند؛ با این شرط که از شهرهای دیگر دعوت شود تا در اسرع وقت اظهار نظر کنند. ابزار بلاغی «خواهر بزرگ» قیاسی بین رابطهٔ بوینس آیرس و سایر شهرهای نایب‌الملک بود که با هم رابطه‌ای چون خواهر و برادر داشته‌اند.
کشیش خوآن نپوموچنو سولا سپس پیشنهاد داد که کابیلدو باید فرماندهی موقت را تا زمان تشکیل یک حکومت خونتا، که متشکل از نمایندگان تمام نواحی نایب‌الملک باشد، دریافت کند. مانوئل آلبرتی، میگوئل د آزکوئناگا (که چند روز بعد به عضویت پریمرا خونتا در می‌آیند)، اسکالادا و آرگریچ (یا آگوئرا) از پیشنهاد وی حمایت کردند.
کورنلیو ساودرا پیشنهاد داد که کابیلدو باید فرماندهی موقت را تا زمان تشکیل یک حکومت خونتا به شیوه و شکلی که کابیلدو مناسب می‌داند، حفظ کند. وی گفت: «... شکی نیست که این مردم هستند که اقتدار یا فرماندهی را ایجاد می‌کنند.» در زمان رأی‌گیری، موضع کاستلی هم‌رأی با موضع ساودرا بود.
مانوئل بلگرانو در کنار پنجره ایستاده بود تا در صورت بروز مشکل، با برافراشته شدن پارچهٔ سفید، سیگنالی دهد و افرادی که در پلازا جمع شده بودند، با دیدن آن به زور وارد کابیلدو شوند اما مشکلی پیش نیامد و این طرح اضطراری اجرا نشد. ویسنته فیدل لوپز، مورخ، فاش کرد که پدرش، ویسنته لوپز ئی پلانز، که در این مراسم حضور داشت، دید که ماریانو مورنو علی‌رغم اکثریت کسب شده، نزدیک به پایان کار همچنان نگران بود. مورنو به هم‌قطارانش گفت که کابیلدو در شرف خیانت است.

### چهارشنبه ۲۳ مه
بحث تمام روز طول کشید و آراء آن شب خیلی دیر شمارش شد. پس از سخنرانی‌ها، مردم به ادامهٔ کار نایب‌الملک به تنهایی یا در راس خونتا یا برکناری وی رای دادند. ایده‌های توضیح داده شده به تعداد کمی از پیشنهادها تقسیم شده بود که با نام طرفداران اصلی آن‌ها تعیین شده بود و حضار سپس به یکی از این پیشنهادها رأی دادند. رای‌گیری برای مدت زیادی به طول انجامید و نتیجه آن بود که نایب‌الملک با اکثریت آرا برکنار شد: ۱۵۵ رأی موافق در برابر ۶۹ رأی مخالف.
مانوئل خوزه ریس اظهار داشت که هیچ دلیلی برای برکناری نایب‌الملک نمی‌یابد و تعیین خونتا به ریاست سیسنروس کافی است. پیشنهاد وی نزدیک به ۳۰ رأی آورد. ۳۰ رأی دیگر از سیسنروس، بدون تغییر در سیستم سیاسی، حمایت کردند. گروه کوچکی هم به پیشنهاد مارتین خوزه د شوتکو که از سیسنروس حمایت می‌کرد، رأی دادند.
همچنین پیشنهادهای مختلفی در مورد حذف سینسروس وجود داشت. بسیاری از آن‌ها نیاز به انتخاب مقامات جدید توسط کابیلدو داشتند. پاسکوال روئیز هویدوبرو پیشنهاد کرد که کابیلدو باید موقتاً حکومت کند و دولت جدیدی را تعیین کند اما در این پیشنهاد هیچ اشاره‌ای به حاکمیت مردمی یا ایجاد یک حکومت خونتا وجود نداشت. این پیشنهاد ۳۵ رأی دریافت کرد و پی جایگزین کردن سینسروس با هویدوبرو بود: هویدوبرو ارشدترین افسر نظامی بود و بنابراین طبق قوانین آن زمان، نامزد طبیعی برای جایگزینی نایب‌الملک، در صورت عدم انتصاب جدید از سوی مقامات اسپانیا به‌شمار می‌رفت. خوآن نپوموچنو سولا یک خونتا متشکل از نمایندگان از تمام استان‌های نایب‌الملک را پیشنهاد کرد؛ در حالی که تا آن هنگام کابیلدو باید موقتاً حکومت کند. این پیشنهاد نزدیک به ۲۰ رأی دریافت کرد. کورنلیو ساودرا که پیشنهاد یادشده وی این بود که کابیلدو باید یک خونتا را تعیین کند و تا آن زمان حکومت کند، بیشترین آرا را به خود اختصاص داد. تعدادی از پیشنهادهای دیگر هر کدام فقط چند رأی کسب کردند.
سپیده دم ۲۳ مه، کابیلدو به مردم اطلاع داد که نایب‌الملک به مأموریت خود پایان داده. بالاترین مقام به‌طور موقت، کابیلدو است تا زمان تعیین یک خونتای حاکم فرا برسد. اطلاعیه‌هایی در نقاط مختلف شهر منتشر شد که خبر از ایجاد قریب‌الوقوع حکومت خونتا و احضار نمایندگان از استان‌ها می‌داد. در این اطلاعیه‌ها همچنین از مردم خواسته شده‌بود از اقدامات مغایر با سیاست‌های عمومی خودداری کنند.

### پنجشنبه ۲۴ مه
کابیلدو تصویبات اجلاس کابیلدوی علنی را آنگونه که خود ترجیح می‌داد، تفسیر کرد. تا زمانی که خونتای جدید با ورود نمایندگان سایر شهرها تشکیل داده نشده بود، لیوا ترتیبی داد که نایب‌الملک پیشین، سیسنروس، به عنوان رئیس خونتا و فرماندهٔ کل نیروهای مسلح منصوب شود. تفسیرهای بسیاری از انگیزه‌های احتمالی وی در دور شدن از تصمیم کابیلدوی علنی وجود دارد. چهار عضو دیگر هم به خونتا منصوب شدند: از کریولوها، کورنلیو ساودرا و خوآن خوزه کاستلی و از پنینسولارها، خوآن نپوموسنو سولا و خوزه سانتوس اینچائورگی.
لیوا برای سامان‌بخشی به اقدامات خونتا، یک قانون اساسی نوشت. این قوانین تصریح می‌کرد: خونتا نمی‌تواند از قدرت قضایی استفاده کند؛ زیرا این امتیاز مختص دادسرای سلطنتی بوینس آیرس بود. سیسنروس نمی‌توانست بدون حمایت سایر اعضای خونتا عمل کند. کابیلدو می‌توانست هر کسی را که از وظیفهٔ خود غفلت می‌کرد، اخراج کند. رضایت کابیلدو برای ایجاد مالیات جدید الزامی بود. خونتا برای تمام کسانی که نظرات خود را در کابیلدوی علنی اظهار کرده بودند، عفو عمومی صادر می‌کرد؛ و این که خونتا شهرهای دیگر را به اعزام نمایندگان‌شان دعوت می‌نمود. فرماندهان نیروهای مسلح، از جمله ساودرا و پدرو آندرس گارسیا، با این قوانین اساسی موافقت کردند. ظهر آن روز خونتا سوگند یاد کرد تا مقام خود را تحویل گیرد.
این تحولات انقلابیون را شوکه کرد. آن‌ها از انجام اقدامات بعدی مطمئن نبودند. آن‌ها ترس از مجازات شدن، مانند انقلابیون چوکیساکا و لاپاز را داشتند. مورنو روابط خود با دیگران را قطع کرد و خود را در خانه محبوس کرد. جلسه‌ای در خانهٔ رودریگز پنیا شکل گرفت. آن‌ها احساس کردند که کابیلدو بدون همراهی ساودرا با آنان، نقشه‌شان را دنبال نخواهد کرد و کاستلی باید از عضویت خونتا کناره‌گیری کند. تاگل نظر دیگری داشت: او فکر کرد ساودرا ممکن است از روی ضعف یا ساده‌لوحی چنین قانونی را پذیرفته باشد و کاستلی برای مقابله با نفوذ دیگران بر او باید در خونتا بماند. در همین حال، گروهی به رهبری دومینگو فرنچ و آنتونیو بروتی میدان شهر را شلوغ کردند. تثبیت جایگاه سیسنروس در قدرت، اگرچه در مقامی غیر از نایب‌الملک بود، توهین به اراده کابیلدوی علنی قلمداد می‌شد. سرهنگ مارتین رودریگز هشدار داد که اگر ارتش بخواهد از دولتی که سیسنروس را ابقا کرده، پشتیبانی کند، به زودی مجبور خواهند شد به روی مردم آتش بگشایند و آن‌ها دست به شورش می‌زنند. وی گفت که «همه بدون استثنا» خواستار برکناری سیسنروس شدند.
در آن شب، کاستلی و ساودرا استعفای خود را از خونتای تازه تأسیس به سیسنروس اطلاع دادند. آن‌ها توضیح دادند که جمعیت در آستانهٔ انقلاب خشونت‌آمیز است و اگر سیسنروس نیز استعفا ندهد، با زور او را برکنار خواهند کرد. آن‌ها هشدار دادند که قدرت متوقف کردن این کار را ندارند: نه کاستلی توان متوقف کردن دوستانش و نه ساودرا توان جلوگیری از شورش هنگ میهن‌پرستان را می‌داشتند. سیسنروس می‌خواست تا روز بعد منتظر بماند اما آن‌ها گفتند که دیگر فرصتی برای تأخیر بیشتر نیست؛ بنابراین، او سرانجام موافقت کرد که استعفا دهد. وی نامهٔ استعفا را برای بررسی در روز بعد به کابیلدو ارسال کرد. وقتی ساودرا استعفا داد و خواستار امضای مانیفیستی در مورد خواست مردم شد. مورنو از هرگونه درگیر شدن بیشتر امتناع ورزید اما کاستلی و پنیا اعتماد داشتند که اگر اتفاقات مطابق انتظارشان رخ دهد، وی سرانجام به آن‌ها خواهد پیوست.

### جمعه ۲۵ مه

مردم مقابل کابیلدوی بوینس آیرس جمع شدند

صبح ۲۵ ماه مه، علی‌رغم آب و هوای بد، جمعیتی در میدان د لا ویکتوریا جمع شدند و شبه‌نظامیان به رهبری دومینگو فرنچ و آنتونیو بروتی هم حضور یافتند. آن‌ها خواستار فراخوان خونتای منتخب روز گذشته، استعفای نهایی سیسنروس و تعیین حکومتی جدید بودند که شامل او نباشد. بارتولومه میتره، مورخ، می‌گوید که فرنچ و بروتی روبان‌های آبی و سفید، شبیه به نشان ملی امروزی آرژانتین را در میان حاضران توزیع کردند. مورخان بعدی در این مورد شک دارند اما این احتمال را داده‌اند که انقلابیون از علائم مشخصی برای شناسایی استفاده کرده باشند. شایعه شده بود که ممکن است کابیلدو استعفای سیسنروس را رد کند. به دلیل تأخیر در صدور مصوبهٔ رسمی، جمعیت غلغله کرد و با صدای بلند فریاد می‌زدند: «مردم می‌خواهند بدانند چه خبر است!».
کابیلدو ساعت ۹ صبح دیدار کرد و استعفای سیسنروس را نپذیرفت. آن‌ها فکر کردند که جمعیت حق قانونی ندارند که روی چیزی که کابیلدو قبلاً تصمیم گرفته و اجرا کرده، تأثیر بگذارند. آن‌ها فکر کردند که چنان‌که خونتا فرماندهی افراد مسلح را داراست، بایستی تظاهرات را با زور سرکوب کند. همچنین افراد حاضر را مسئول هرگونه تغییر در مصوبهٔ روز قبل دانست. آن‌ها برای اجرای این دستورها، فرماندهان ارشد را احضار کردند اما ایشان تصمیم کابیلدو را اطاعت نکردند. بسیاری از آن‌ها، از جمله ساودرا، در مجلس حاضر نشدند. کسانی که این کار را انجام دادند، گفتند که نمی‌توانند از دستور دولت حمایت کنند و اگر فرماندهان به سربازان برای سرکوب تظاهرکنندگان دستور دهند، آنان سرپیچی خواهند کرد.
شور و هیجان جمعیت بیشتر شد و آن‌ها از دروازهٔ مجلس رد شدند. لیوا و لزیکا درخواست کردند کسی که می‌تواند به عنوان سخنگوی مردم عمل کند، باید وارد سالن شود و به آن‌ها بپیوندد تا خواسته‌های مردم را توضیح دهد. بروتی، شیکلانا، فرانسوی و گرلا اجازه پاس داشتند. لیوا تلاش کرد تا ضد شورش پانچو پلانز را ناامید کند اما او نیز وارد سالن شد. کابیلدو استدلال کرد که بوینس آیرس حق ندارد بدون بحث در مورد سایر استان‌ها، سیستم سیاسی نایب‌الملک را بشکند. فرنچ و شیکلانا پاسخ دادند که فراخوان کنگره قبلاً مورد بررسی قرار گرفته. کابیلدو فرماندهان را به تعامل با آن‌ها فراخواند. همان‌طور که در چند روز گذشته چندین بار اتفاق افتاده بود، رومرو توضیح داد که اگر مجبور شوند به حمایت از سیسنروس، معترضان را سرکوب کنند، سربازان دست به شورش می‌زنند. کابیلدو هنوز حاضر به تسلیم شدن نبود، تا این که صدای معترضان در سالن به گوش رسید. آن‌ها می‌ترسیدند که تظاهرکنندگان بتوانند وارد ساختمان شوند و به آن‌ها برسند. مارتین رودریگز خاطر نشان کرد که تنها راه آرام کردن تظاهرکنندگان پذیرش استعفای سیسنروس است. لیوا موافقت کرد و اعضای دیگر را متقاعد کرد تا مردم به پلازا بازگشتند. رودریگز برای دیدار با سایر انقلابیون، جهت برنامه‌ریزی مراحل پایانی انقلاب، به خانه آزکوئناگا رفت. تظاهرات بار دیگر کابیلدو را شکست داد و به سالن رایزنی رسید. بروتی به نمایندگی از مردم صحبت کرد و گفت که خونتای جدید باید توسط مردم انتخاب شود؛ نه توسط کابیلدو. او گفت که علاوه بر حدود ۴۰۰ نفری که از قبل جمع شده بودند، پادگان مملو از افرادی است که از آن‌ها حمایت می‌کنند و او تهدید کرد که در صورت لزوم با زور شهر را کنترل خواهند کرد. کابیلدو با نامه‌ای کتبی خواسته‌های آن‌ها را پاسخ داد.

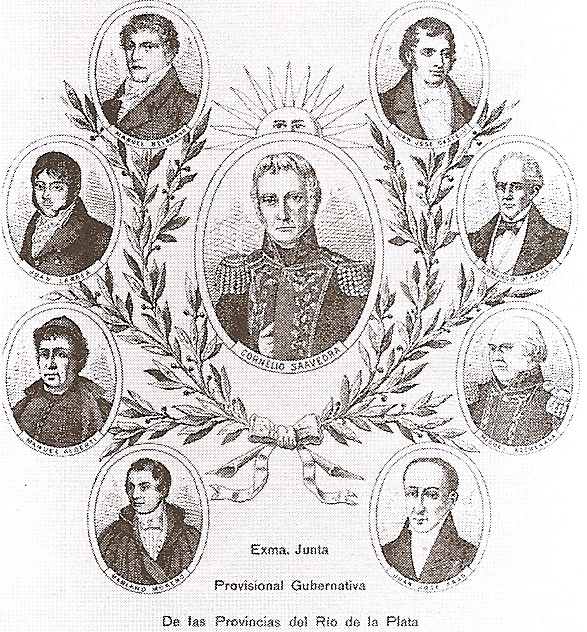
اعضای پریمرا خونتا (به معنی اولین حکومت نظامی)

پس از یک بازهٔ طولانی، سندی حاوی ۴۱۱ امضا به کابیلدو تحویل داده شد. در این سند یک ترکیب جدید برای اعضای خونتا و یک لشکرکشی ۵۰۰ نفره برای حمایت از استان‌ها پیشنهاد داد شد. در این سند — که همچنان حفظ شده‌است — بیشتر فرماندهان ارتش و بسیاری از ساکنان مشهور نامشان آمده و حاوی بسیاری از امضاهای ناخوانا است. فرانچ و بروتی سند را با عبارت «برای من و برای ششصد نفر دیگر» امضا کردند. با این وجود، در مورد طرز نوشته شدن سند نظر متفق‌القولی وجود ندارد. در همین حال، هوا بهتر شد و خورشید ابرها را کنار زد. مردم در میدان این اتفاق را به فال نیک گرفتند. خورشید مه چند سال بعد با اشاره به این واقعه طراحی و ترسیم شد.
کابیلدو سند را پذیرفت و به بالکن رفتند تا آن را مستقیماً به مردم ارائه دهند اما به دلیل دیر وقت شدن و وضعیت جوی، فقط تعداد معدودی در میدان باقی مانده بودند. لیوا ادعای نمایندگان باقی مانده برای صحبت از طرف مردم را به سخره گرفت. طاقت عدهٔ معدودی که هنوز در میدان، بارش باران را تحمل می‌کردند، طاق شد. بروتی تأخیرهای بعدی را نپذیرفت و تهدید کرد که مردم را برای به دست گرفتن اسلحه فرا خواهد خواند. چشم‌انداز احتمال وقوع خشونت بیشتر، موجب شد نهایتاً سند با صدای بلند خوانده شود و بلافاصله توسط حاضران تصویب شد.
سرانجام پریمرا خونتا تأسیس شد. در این دولت رئیس‌جمهور کورنلیو ساودرا، و اعضا مانوئل آلبرتی، میگوئل د آزکوئناگا، مانوئل بلگرانو، خوآن خوزه کاستلی، دومینگو ماتئو و خوآن لارئا و دبیران خوآن خوزه پاسو و ماریانو مورنو حضور داشتند. قوانین حاکم بر آن تقریباً همان قوانینی بود که روز قبل صادر شد، با مقررات اضافی که کابیلدو اعضای اعضای خونتا را مراقبت می‌کرد و خود خونتا در صورت خالی ماندن کرسی‌های مذکور، جایگزین‌هایی را تعیین می‌کرد. ساودرا در میان جمعیت صحبت کرد و سپس در میان صدای شلیک‌های توپخانه و نواختن زنگ‌ها، به قلعه رفت. در همین حال، سیسنروس یک سوارکار را به شهر کوردوبا اعزام کرد تا در مورد آنچه در بوینس آیرس اتفاق افتاده بود، به سانتیاگو د لینیرس هشدار دهد و درخواست اقدام نظامی علیه خونتا را بدهد.

## پیامدها

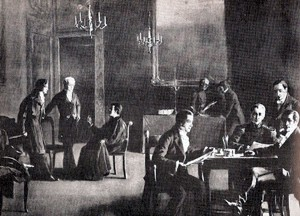
پریمرا خونتا پس از انقلاب به حکومت رسید.

بوینس آیرس تمام جنگ‌های استقلال آمریکای اسپانیا را پشت سر گذاشت؛ بدون آن که در نبردی از ارتش‌های سلطنتی یا ضدانقلاب‌های سلطنت‌طلب شکست بخورد. با این حال، با چندین درگیری داخلی روبرو شد. انقلاب مه در مقایسه با سایر انقلاب‌های منطقهٔ آمریکای لاتین، فاقد رهبر آزادی‌بخش مشخصی بود. دبیر ماریانو مورنو اولین مرحلهٔ حکومت را رهبری می‌کرد اما اندکی بعد وی برکنار شد.
شورای نیابت، دادسرای سلطنتی بوینس آیرس و پنینسولارها با وضعیت جدید مخالفت کردند. دادسرای سلطنتی یک ماه بعد به‌طور پنهانی با شورای نیابت بیعت کرد و با ارسال بیانیه‌هایی به سایر شهرهای نایب‌الملک، از آن‌ها خواست که به رسمیت شناختن دولت جدید را نپذیرند. برای پایان دادن به این فعالیت‌ها، خونتا سیسنروس و همه اعضای دادسرای سلطنتی را به بهانهٔ این که جانشان در معرض خطر است، جمع کرد و آن‌ها را با کشتی انگلیسی دارت به تبعید فرستاد. به ناخدا مارک بریگوت دستور داده شد که از بندرهای آمریکایی هم دوری کند و همهٔ آن‌ها را مستقیماً به جزایر قناری برساند. سپس خونتا دادسرای جدیدی را منصوب کرد که کاملاً متشکل از کرویلوهای وفادار به انقلاب بود.
هر شهری در قلمرو آرژانتین مدرن غیر از کوردوبا، پریمرا خونتا را به رسمیت شناخت. با این حال، به دلیل نتایج خون‌بار پیشین در انقلاب‌های چوکیساکا و لاپاز، شهرهای پروی علیا موضعی نگرفتند. آسونسیون دل پاراگوئه خونتا را نپذیرفت و به شورای عالی نیابت وفادار ماند. باندا اورینتال (به معنی شاخهٔ خاوری)، تحت فرماندهی فرانسیسکو خاویر د الیو، به عنوان سنگر سلطنت‌طلبان باقی ماند.
نایب‌الملک سابق، سانتیاگو د لینیرس، یک جنبش ضدانقلاب را در کوردوبا ترتیب داد و این اولین کارزار نظامی دولت مستقل را به خود مشغول کرد. علی‌رغم اهمیت خود لینیرس، و اعتبار وی به عنوان یک قهرمان محبوب که در هنگام حمله انگلیس نقش به سزایی داشت، مردم کوردوبا ترجیح دادند از انقلاب حمایت کنند. آن‌ها با گریز از جنگ و خرابکاری، قدرت ارتش ضدانقلاب‌ها را کاهش دادند. سربازان لینیرس به سرعت توسط نیروهای تحت رهبری فرانسیسکو اورتیز د اوکامپو شکست خوردند. اوکامپو از تیراندازی به لینیرس اسیر امتناع ورزید. از این رو اعدام به دستور خونتا توسط خوآن خوزه کاستلی انجام شد. پس از پیروزی، پریمرا خونتا اردوهای نظامی به شهرهای دیگر فرستاد تا خواستار حمایت و گسیل نمایندگان آنان شوند.

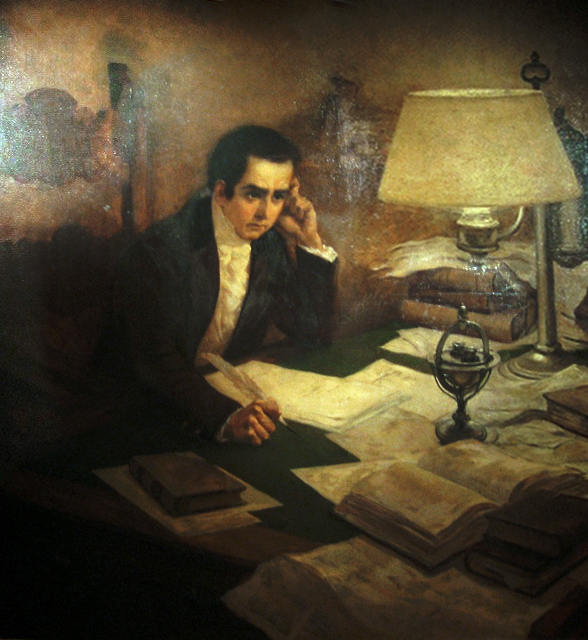
ماریانو مورنو عضوی بانفوذ در پریمرا خونتا بود.

شهر مونته‌ویدئو، که یک رقابت تاریخی با بوینس آیرس داشت، با به قدرت رسیدن خونتا مخالفت کرد و شورای نیابت آن را به ریاست فرانسیسکو خاویر د الیو، به عنوان مرکز جدید نایب‌الملک برگزید. این شهر استحکامات دفاعی خوبی داشت؛ بنابراین می‌توانست به راحتی در برابر تهاجم مقاومت کند. شهرهای حاشیه‌ای در باندا اورینتال برخلاف میل مونته‌ویدئو عمل کردند و از حکومت خونتای بوینس آیرس حمایت نمودند. خوزه گرواسیو آرتیگاس آن‌ها را رهبری کرد و مونته‌ویدئو را در محاصرهٔ خود نگهداشت. شکست نهایی سلطنت‌طلبان مونته‌ویدئو در سال ۱۸۱۴ توسط کارلوس ماریا د آلوار و ویلیام براون انجام شد.
فرمانداری کل شیلی روندی مشابه روند انقلاب مه را دنبال کرد و حکومت خونتای خودش را منصوب کرد که دوره‌ای کوتاه به نام پاتریا ویخا را شکل داد. این خونتا در سال ۱۸۱۴ در نبرد رانساگوآ شکست خورد و با بازپس‌گیری شیلی متعاقباً آن سرزمین بار دیگر سنگر سلطنت‌طلبان شد. رشته‌کوه‌های آند یک مانع طبیعی مؤثر بین انقلابیون آرژانتین و شیلی ایجاد می‌کردند؛ بنابراین تا زمان عملیات عبور از آند، به رهبری خوزه د سن مارتین در سال ۱۸۱۷، درگیری خاصی بین آن‌ها شکل نگرفت و تنها در این سال بود که سلطنت‌طلبان شیلی برافتادند.
پریمرا خونتا نمایندگان اعزامی از استان‌ها را هم در مجلس خود گنجاند و اندازه‌اش بزرگ‌تر شد. از آن پس، خونتا به خونتا گرانده (به معنی خونتای بزرگ) تغییر نام یافت. اندکی پس از شکست نیروهای آرژانتینی در نبرد هواوی در ژوئن ۱۸۱۱، خونتا منحل شد و دو حکومت سه‌نفری پیاپی قدرت اجرایی بر استان‌های متحد ریو د لا پلاته را به دست گرفتند. در سال ۱۸۱۴، دومین حکومت سه‌نفری جایگزین دایرکتور عالی شد. در این ایام، مارتین میگوئل د گومس ارتش‌های سلطنت‌طلب را از نایب‌الملک پرو به سالتا اعزام می‌کرد و از سوی دیگر، سن مارتین در یک اردوکشی مسیر شیلی-آرژانتین را گذرانده و از طریق دریا به سمت سنگر سلطنت‌طلبان در لیما پیش رفت. جنگ برای استقلال به تدریج به سمت شمال آمریکای جنوبی پیش رفت. از سال ۱۸۱۴، آرژانتین گرفتار جنگ‌های داخلی خود شد.

### نتایج
طبق عقیدهٔ تاریخ‌نگار فلیکس لونا، در کتاب تاریخ مختصر آرژانتینی‌ها، یکی از مهم‌ترین پیامدهای اجتماعی انقلاب مه، تغییر در رابطهٔ میان مردم و حاکمان بود. تا آن زمان، تصور از خیر عمومی غالب بود: در حالی که اقتدار سلطنتی کاملاً محترم شمرده می‌شد، اگر فرمانی از مقام سلطنت اسپانیا به ضرر منافع مشترک مردم محلی صادر می‌شد، مردم در اجرایش مردد بودند یا به سادگی صدور آن را نادیده می‌گرفتند. با انقلاب، مفهوم خیر عمومی جای خود را به حاکمیت مردمی داد؛ همان‌طور که مورنو، کاستلی و مونتاگودو و دیگران نظریه‌پردازیش کردند. این عقیده حاکی از آن بود که در غیاب یک اقتدار قانونی، مردم حق دارند رهبران خود را تعیین کنند. با گذشت زمان، حاکمیت مردمی جای خود را به ایدهٔ حاکمیت اکثریت داد. این بلوغ اندیشه‌ها تدریجی بود و دهه‌ها طول کشید تا در سیستم‌های سیاسی و انتخاباتی پایدار متبلور شود اما در نهایت منجر به پذیرش نظام جمهوری به عنوان شکل دولت برای آرژانتین شد. دومینگو فاوستینو ساریمنتو نظرات مشابهی را بیان کرده و خاطر نشان می‌کند که شهرها بیشتر پذیرای ایده‌های جمهوری‌خواه هستند؛ در حالی که مناطق روستایی در برابر این ایده‌ها مقاومت بیشتری دارند. این منجر به قدرت رسیدن حاکمان کائودیو می‌شود.

به گفتهٔ لونا، پیامد دیگر انحلال نایب‌الملک ریو د لا پلاتا در زمینه‌های مختلفی تبلور یافت. بیشتر شهرها و استان‌ها دارای جمعیت، اقتصاد، نگرش، زمینه‌ها و علایق متمایز شدند. تا قبل از انقلاب، همهٔ این مردم توسط اقتدار دولت اسپانیا در کنار هم بودند اما با ناپدید شدن حکومت واحد، مردم مونته‌ویدئو، پاراگوئه و پروی علیا فاصله خود را از بوینس آیرس بیشتر کردند. وجود کوتاه‌مدت نایب‌الملک ریو د لا پلاتا که به سختی ۳۸ سال طول کشیده بود، مانع از تحکیم یک احساس میهن‌پرستانه واحد شد و نتوانست احساس جامعه را برای همهٔ مردم ایجاد کند. کشور جدید آرژانتین فاقد مفهوم مستقلی از هویت ملی بود که بتواند جمعیت را تحت یک ایدهٔ مشترک دولت‌سالاری متحد کند. خوآن بائوتیستا آلبردی، انقلاب مه را یکی از مظاهر اولیهٔ درگیری‌های قدرت بین شهر بوینس آیرس و استان‌ها می‌داند — یکی از درگیری‌های محوری در جنگ‌های داخلی آرژانتین. آلبردی در کتاب خود نوشته:
انقلاب مه ۱۸۱۰ در بوینس آیرس، هدفش به دست آوردن استقلال آرژانتین از اسپانیا و در نتیجه آزادسازی استان بوینس آیرس آرژانتین، یا به عبارت بهتر، تحمیل اقتدار این استان به کل ملت رهایی‌یافته از اسپانیا بود. در آن روز، اقتدار اسپانیا بر استان‌های آرژانتین پایان یافت و اقتدار بوینس آیرس برقرار شد.

## چشم‌انداز تاریخ‌نگاری
مطالعات تاریخ‌نگاری دربارهٔ انقلاب مه با شبهات یا جزئیات ناشناختهٔ چندانی روبرو نیست. بیشتر اطلاعات در آن زمان به درستی ثبت شده بود و توسط پریمرا خونتا به عنوان تبلیغات میهن‌پرستانه در دسترس عموم قرار داشت. به همین دلیل، دیدگاه‌های تاریخی در مورد این موضوع در تفسیر معانی، علل و پیامدهای رویدادها متفاوت است اما در صحت شرح خود وقایع شکی نیست. نسخهٔ مدرن شرح وقایع، تفاوت چندانی با نسخه‌های نوشته شده در آن دوره ندارد.

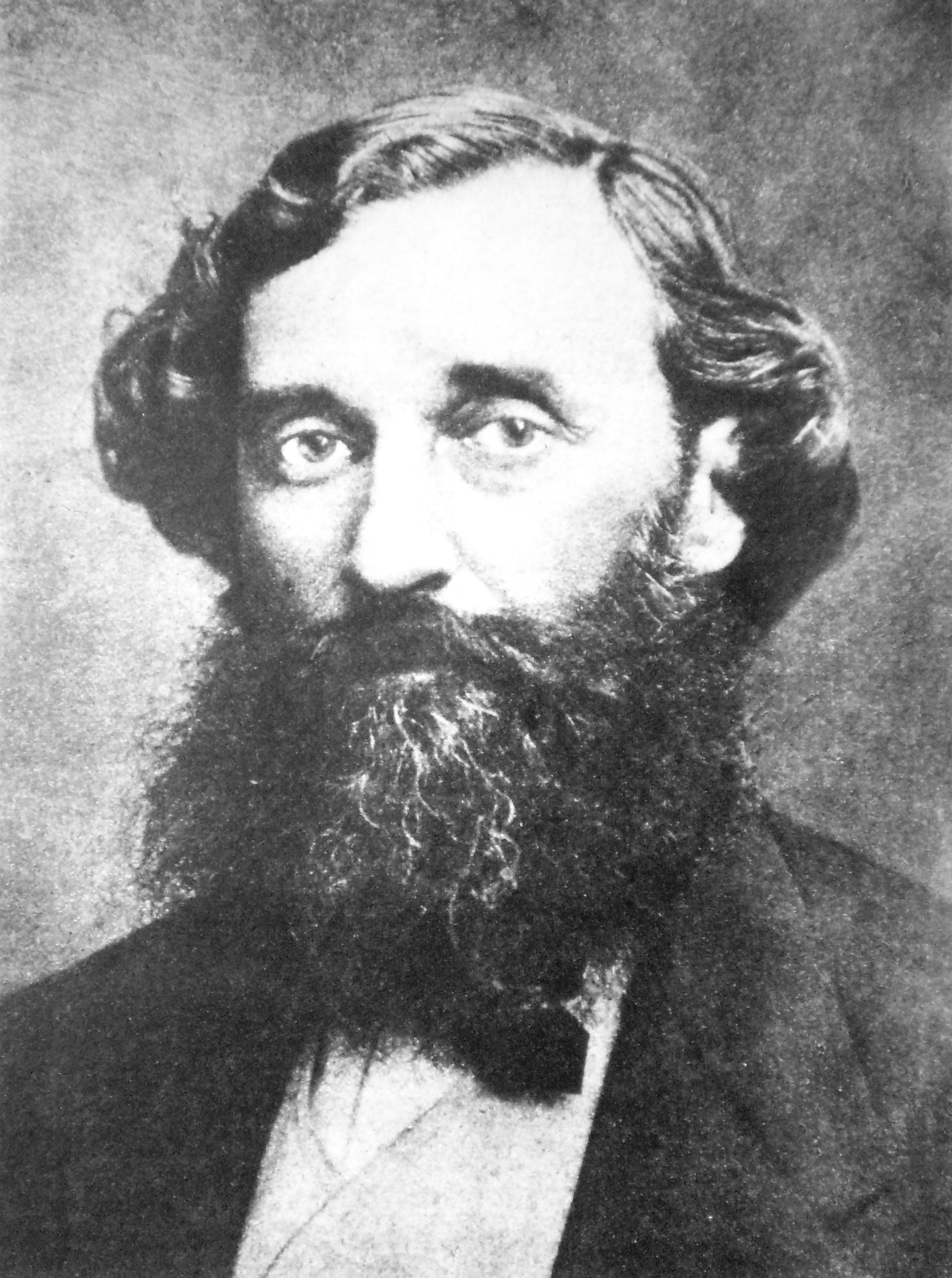
بارتولومه میتره یکی از اولین شرح‌های تاریخی دربارهٔ انقلاب مه را نوشت.

از اولین افرادی که دربارهٔ انقلاب مه نوشتند، شرکت‌کنندگانی بودند که خاطرات، زندگی‌نامه‌ها و خاطرات خود را ثبت می‌کردند. با این حال، انگیزهٔ آثار آن‌ها، غیر از اهداف تاریخ‌نگاری بود؛ مانند توضیح دلایل اقداماتشان، تمیز کردن تصاویر عمومی خود یا بیان حمایت یا رد شخصیت‌ها و عقاید عمومی آن زمان. به عنوان مثال، مانوئل مورنو زندگی‌نامهٔ برادرش ماریانو را به عنوان تبلیغ برای انقلاب‌های اروپا نوشت و کورنلیو ساودرا زمانی که وجههٔ او بسیار زیر سؤال رفته بود، زندگی‌نامه‌اش را نوشت تا خود را در برابر پسرانش توجیه کند.
اولین تاریخ‌نگاری اصولی برجسته که به تفسیر تاریخ آرژانتین می‌پردازد، توسط نسل ۱۸۳۷، از جمله بارتولومه میتره، مکتوب شده‌است. میتره انقلاب مه را به عنوان نمادی از برابری‌طلبی سیاسی قلمداد می‌کرد: تعارضی بین آزادی‌های مدرن و ظلم به نمایندگی از طرف سلطنت اسپانیا و تلاشی برای ایجاد یک نهاد ملی بر اساس اصول قانون اساسی برخلاف اقتدار کاریزماتیک کاستیل‌ها. از نظر نویسندگان تا پایان قرن نوزدهم، رفتار آنان متعارف بود. از آن پس، حول صدمین سالگرد وقایع، نویسندگان ترغیب شدند تا به دنبال چشم‌اندازهای جدیدی باشند. نویسندگان جدید در مورد وزن نسبی علل انقلاب مه و این که دخالت کدامیک از آن‌ها در وقایع قاطع‌تر بوده، اختلاف نظر داشتند اما نظرات اصلی ابراز شده توسط میتره حفظ شد؛ گونه‌ای که در آن انقلاب مه را موجب تولد آرژانتین مدرن دانسته‌اند و این را اتفاقی اجتناب‌ناپذیر توصیف می‌کنند. این نویسندگان ایدهٔ مداخله مردم را به عنوان یکی دیگر از عناصر اصلی معرفی کردند.در زمان جنگ‌های جهانی، نویسندگان لیبرال سعی در تحمیل دیدگاه تاریخی و غیرقابل تردید داشتند. ریکاردو لون و آکادمیا ناسیونال د لا هیستوریا نمایندگان این گرایش بودند که هنوز هم بیشتر دیدگاه‌های میتره را حفظ می‌کردند. نویسندگان چپ‌گرا دیدگاه تجدیدنظرطلبی مبتنی بر ملی‌گرایی و ضد امپریالیسم داشتند. آن‌ها اختلاف بین کریولوها و پنینسولار را به کمینه رساندند و وقایع را به عنوان اختلافی میان روشنگری و مطلق‌گرایی به تصویر کشیدند. با این حال، بیشتر کارهای آن‌ها معطوف به دوره‌های تاریخی دیگر است.
انقلاب مه محصول اقدامات یک حزب سیاسی واحد با یک برنامهٔ مشخص و معین نبود؛ بلکه همگرایی بخش‌هایی با منافع مختلف بود. بنابراین، چندین دیدگاه متناقض در مورد آن وجود دارد؛ زیرا نویسندگان مختلف جنبه‌های مختلف را برجسته می‌کنند. به عنوان مثال میتره به نمایندگی مالکان زمین (گزارش اقتصادی ۱۸۰۹ توسط ماریانو مورنو) و نقش بازرگانان برای حمایت از این دیدگاه که انقلاب مه قصد دارد تجارت آزاد و یک‌پارچه‌سازی اقتصادی با اروپا را اعمال کند، اشاره دارد. تجدیدنظرطلبان راستگرای پیرامون ساودرا و آداب و رسوم اجتماعی آن زمان، این که انقلاب تحت اصول محافظه‌کارانه بوده را توجیه می‌کند. تجدیدنظرطلبان چپ از مثال‌های مورنو، کاستلی و آشوبگران به رهبری فرانچ و بروتی استفاده می‌کنند و آن‌ها را انقلابیون رادیکال توصیف می‌کنند.

### اهداف انقلاب

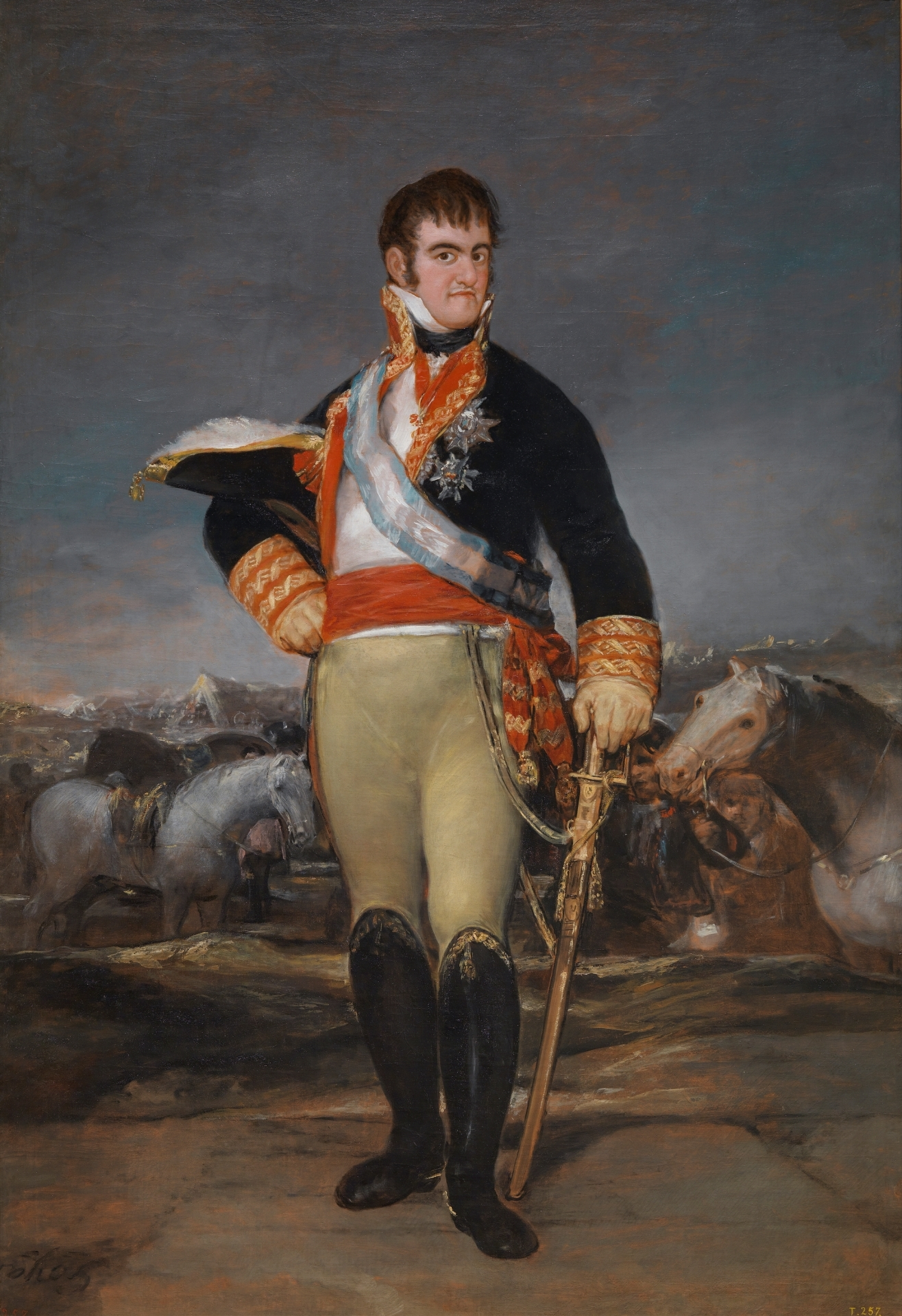
انقلابیون انقلاب مه وفاداری خود را به فردیناند هفتم اسپانیا اعلام داشتند.

دولتی که در ۲۵ ماه مه ایجاد شد، خود را به فردیناند هفتم، پادشاه مخلوع اسپانیا، وفادار نشان داد اما مورخان در مورد صمیمانه بودن یا نبودن این تصمیم اختلاف نظر دارند. از زمان میتره، بسیاری از مورخان تصور می‌کنند که این اعلان وفاداری صرفاً یک فریب سیاسی برای به دست آوردن استقلال بوده‌است. پریمرا خونتا با شورای نیابت، که هنوز فعال بود، بیعت نکرد و در سال ۱۸۱۰ هنوز شکست ناپلئون و بازگشت فردیناند به سلطنت بعید به نظر نمی‌رسید (سرانجام هم چنین اتفاقی در ۱۱ دسامبر ۱۸۱۳، با معاهده والنچای به وقوع پیوست). هدف از چنین فریبی به دست آوردن زمان برای تقویت موقعیت میهن‌پرستان و جلوگیری از واکنش‌هایی بود که ممکن بود منجر به قدرت‌یابی ضد انقلاب شود؛ زیرا تصور می‌شد اقتدار سلطنتی هنوز مورد احترام مردم است و نمی‌بایست هیچ انقلابی رخ می‌داد. این فریب که به «ماسک فردیناند هفتم» معروف است، توسط پریمرا خونتا، خونتا گرانده و حکومت سه‌نفری مورد استفاده قرار گرفت. مجمع سال سیزدهم تصمیم به اعلام استقلال گرفت اما به دلیل درگیری‌های سیاسی بین اعضای خود، موفق به این کار نشد. با این وجود آنان در اسناد رسمی از فردیناند چهارم یاد می‌کردند. قبل از اعلام استقلال در ۱۸۱۶، مدیران عالی گزینه‌های دیگری مانند مذاکره با اسپانیا یا تبدیل شدن به یک تحت‌الحمایهٔ انگلیس را نیز در نظر گرفتند.
این تغییر بالقوه برای بریتانیا مطلوب بود؛ زیرا تجارت با شهرهای منطقه تسهیل شد و انحصاری که اسپانیا برای قرن‌ها بر مستعمرات خود تحمیل می‌کرد، از بین رفت. با این حال، اولویت اول بریتانیا جنگ علیه فرانسه در اروپا بود و به نظر نمی‌رسید آن‌ها از جنبش‌های استقلال آمریکا حمایت کنند، یا اجازه دهند تمرکز نظامی اسپانیا به دو جبههٔ مختلف تقسیم شود. در نتیجه، بریتانیا فشار آورد تا از تظاهرات صریح برای استقلال جلوگیری کنند. این فشار توسط لرد استرانگفورد، سفیر انگلیس در دربار ریودوژانیرو، اعمال می‌شد. وی حمایت خود را از حکومت خونتا اعلام کرد اما به شرطی که «... رفتار سازگاری داشته باشند و دارایی آقای دُن فردیناند هفتم برای او و جانشینان مشروعش حفظ شود». درگیری‌های بعدی بین بوینس آیرس، مونته‌ویدئو و آرتگاس منجر به درگیری داخلی در جبههٔ بریتانیا، بین استرانگفورد و ژوآئو ششم، نایب‌الملک پرتغال شد.
خوآن باتیستا آلبردی و مورخان بعدی مانند نوربرتو گالاسو، لوئیس رومرو و خوزه کارلوس کیامارونتو دربرداشت میتره شک کردند و برداشت‌های مختلف دیگری را مطرح کردند. آلبردی فکر می‌کرد «انقلاب آرژانتین یک فصل از انقلاب هیسپانوآمریکن است، همان‌طور که جریان‌های اسپانیا دنبالهٔ فرانسه و اروپا بودند.» اختلاف آن‌ها به خاطر استقلال‌طلبی و استعمار نبود، بلکه اختلافشان بین اندیشه‌های آزادی‌خواهانهٔ جدید و مطلق‌گرایی بود. هدف قطع روابط با اسپانیا نبود، بلکه اصلاح روابط بود. به همان گونه که انقلاب آمریکا نیز در مراحل اولیه جدایی‌طلب نبود. بنابراین، این ویژگی‌های مستعد یک جنگ داخلی را داشت. برخی از نکاتی که می‌تواند این نظریه را توجیه کند، حضور لارئا، ماتئو و بلگرانو در خونتا و ظهور متأخر خوزه د سن مارتین است؛ لارئا و ماتئو اسپانیایی بودند، بلگرانو سال‌ها در اسپانیا تحصیل کرد و سن مارتین بیشتر عمر بزرگسالی خود را صرف جنگ در اسپانیا علیه فرانسوی‌ها کرده بود. وقتی سن مارتین در مورد دشمنان صحبت می‌کرد، آن‌ها را «سلطنت طلب» یا «گوتی» (نژادی معادل بربرها) می‌خواند اما هرگز «اسپانیایی» خطابشان نمی‌کرد.
به گفتهٔ آن مورخان، انقلاب اسپانیا علیه مطلق‌گرایی با جنگ شبه‌جزیره مخلوط شد. وقتی فردیناند هفتم در برابر پدرش چارلز چهارم، که به عنوان یک پادشاه مطلق‌گرایانه در نظر گرفته می‌شد، ایستاد، بسیاری از اسپانیایی‌ها به اشتباه تصور کردند که او می‌خواهد با عقاید روشنگرانهٔ جدید همدردی کند. بنابراین، انقلاب‌هایی که به نام فردیناند هفتم در قاره آمریکا انجام شد (مانند انقلاب مه، انقلاب چوکیساکا یا آنچه در شیلی رخ داد) سعی در جایگزینی قدرت مطلق‌گرایانه با قدرت تدوین شده در ایده‌های جدید داشتند. حتی اگر اسپانیا با فرانسه در جنگ بود، آرمان‌های انقلاب فرانسه (آزادی، برابری، برادری) همچنان مورد احترام آن‌ها بود. این انقلاب‌ها خود را دشمنان ناپلئون معرفی کردند اما با هیچ گونه حملهٔ نظامی جدی از سوی فرانسه روبرو نشدند. آن‌ها در عوض جنگ با ارتش اسپانیا را ترویج می‌کردند که حفظ نظام قدیم یا پذیرش نظام جدید در آن تعیین می‌شد. این وضعیت با شکست نهایی ناپلئون و بازگشت فردیناند هفتم به تخت سلطنت تغییر کرد؛ همان‌طور که او بازسازی نظام مطلق‌گرایی را آغاز کرد و طرفداران ایده‌های آزادی‌خواهانهٔ جدید در اسپانیا را مورد آزار و پیگرد قرار داد. برای افراد در آمریکای جنوبی، ماندن به عنوان بخشی از امپراتوری اسپانیا اما با یک رابطهٔ جدید با کشور مادر، دیگر یک گزینهٔ عملی نبود: تنها گزینه‌های باقی‌مانده در این مرحله، بازگشت به مطلق‌گرایی یا اتخاذ آرمان استقلال‌طلبانه بودند.

## میراث

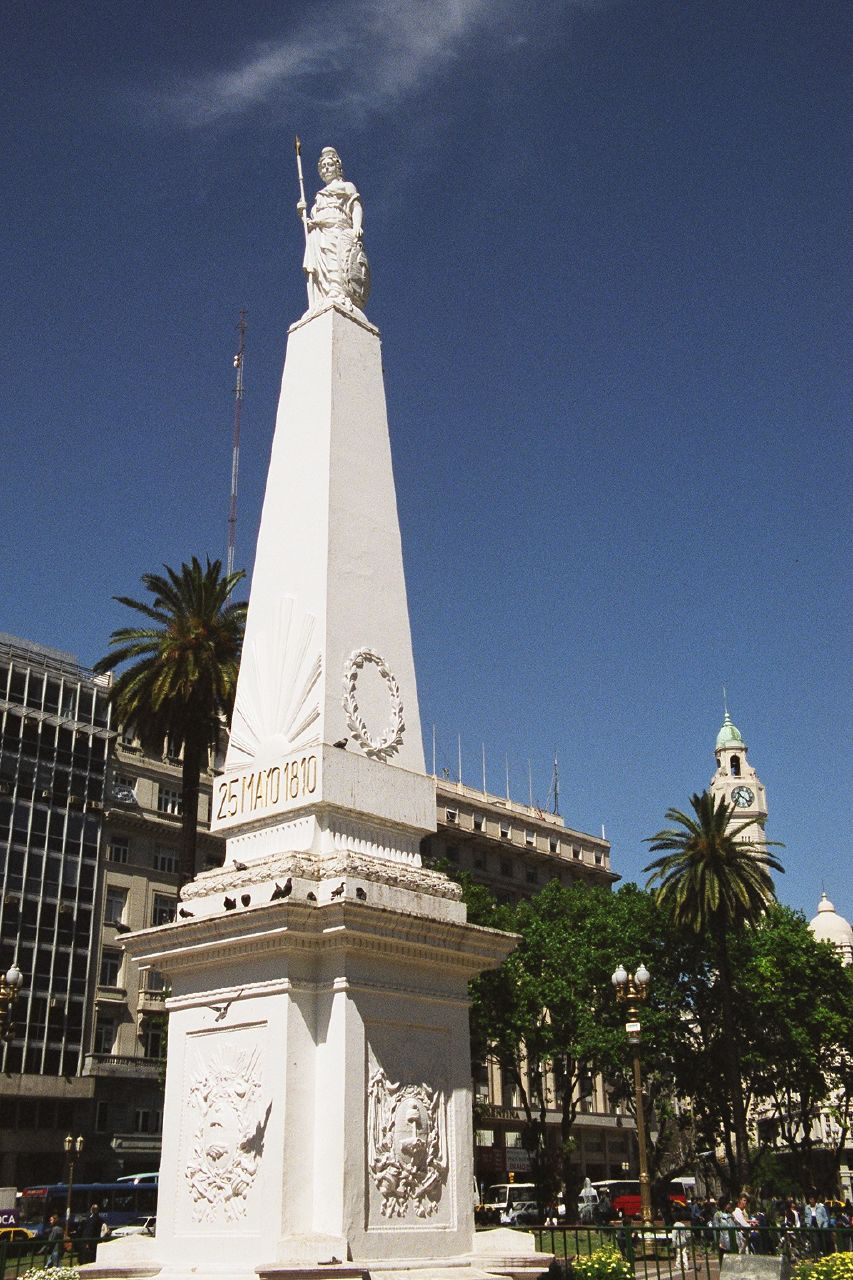
هرم مه، یادبودی از این انقلاب، در میدان مه

۲۵ مه روز ملی آرژانتین است و تعطیل رسمی است؛ زیرا اولین دولت میهنی شناخته شده در این کشور، در این روز تأسیس شد. تعطیلات رسمی طبق قانون ۲۱٫۳۲۹ تصویب شده‌اند و همیشه در ۲۵ ماه مه، صرف نظر از روز هفته، برگزار می‌شوند. صد سالگی آرژانتین و دویست سالگی آرژانتین هم در سال‌های ۱۹۱۰ و ۲۰۱۰ جشن گرفته شد.
۲۵ مه در سال ۱۸۱۳ به عنوان یک تاریخ میهنی تعیین شد اما اعلامیهٔ استقلال آرژانتین روز ۹ ژوئیه را به عنوان یک روز ملی جایگزین پیشنهاد می‌کند. در ابتدا، این امر به اختلافات بین بوینس آیرس و استان‌ها در طول جنگ داخلی آرژانتین افزود؛ زیرا تاریخ ماه مه مربوط به بوینس آیرس و تاریخ ۹ ژوئیه مربوط به کل کشور است؛ بنابرین، حزب وحدت‌خواه، به رهبری برناردینو ریواداویا، جشن ۹ ژوئیه را لغو کرد و خوآن مانوئل د روساس، از حزب فدرالیست، آن را مجدداً بازگرداند اما جشن‌های ماه مه را هم حفظ کرد. در سال ۱۸۸۰، فدرال شدن بوینس آیرس مفاهیم محلی را از بین برد و انقلاب مه تولد کل ملت در نظر گرفته شد.
از تاریخ و نمادهای کابیلدوی بوینس آیرس، برای گرامیداشت انقلاب مه، به شکل‌های مختلف استفاده می‌شود. دو مورد از مهم‌ترین این یادمان‌ها، خیابان مه و میدان مه (پلازا مایو) در بوینس آیرس هستند که در نزدیکی محل کابیلدو بوده‌اند. هرم مه یک سال پس از انقلاب در میدان مه احداث شد و در سال ۱۸۵۶ به شکل امروزی بازسازی شد. «بیست و پنجم مه» (Veinticinco de Mayo) نام چندین بخش اداری، شهر، فضای عمومی و نواحی آرژانتین است. بخش‌هایی به این نام در استان‌های چاکو، میسیونس، سن خوآن، ریو نگرو و بوینس آیرس وجود دارد؛ مثلاً شهر وینتیسینکو د مایو، بوینس آیرس. شهرهای روساریو (سانتافه)، خونین (بوینس آیرس) و رسیستنسیا (چاکو) دارای میدان‌هایی به نام ۲۵ مه هستند. جزیرهٔ پادشاه جورج، که سه کشور آرژانتین، انگلیس و شیلی ادعای مالکیت آن را دارند و به عنوان بخشی از جنوبگان آرژانتین، قلمرو جنوبگان بریتانیا و قلمرو جنوبگان شیلی است، در آرژانتین با نام جزیرهٔ ۲۵ مه نامگذاری شده‌است.
تمثالی از کابیلدو بر سکه‌های ۲۵ سنتی آرژانتین نقش شده و تصویری از خورشید ماه مه روی سکهٔ ۵ سنتی وجود دارد. سابقاً، تصویری از کابیلدوی دوران انقلاب، پشت اسکناس ۵ پزوی مُنِدا ناسیونال هم وجود داشت.